# الطواف العالمي لكرة المضرب النسائية برعاية الاتحاد الدولي لكرة المضرب – 2024 (أكتوبر–ديسمبر)
أقيم الطواف العالمي لكرة المضرب النسائية لسنة 2024 برعاية الاتحاد الدولي لكرة المضرب ويندرج ضمن الرتبة الثانية لمنافسات المحترفات في كرة المضرب. يحتل مرتبة أدنى من جولة رابطة محترفات كرة المضرب (WTA). تشمل جولة الاتحاد الدولي لكرة المضرب للسيدات بطولات في ست فئات مع جوائز مالية تتراوح من 15،000 دولار إلى 100،000 دولار.

## المواسم
| مواسم الطواف العالمي لكرة المضرب النسائية برعاية الاتحاد الدولي لكرة المضرب | مواسم الطواف العالمي لكرة المضرب النسائية برعاية الاتحاد الدولي لكرة المضرب | مواسم الطواف العالمي لكرة المضرب النسائية برعاية الاتحاد الدولي لكرة المضرب | مواسم الطواف العالمي لكرة المضرب النسائية برعاية الاتحاد الدولي لكرة المضرب | مواسم الطواف العالمي لكرة المضرب النسائية برعاية الاتحاد الدولي لكرة المضرب | مواسم الطواف العالمي لكرة المضرب النسائية برعاية الاتحاد الدولي لكرة المضرب | مواسم الطواف العالمي لكرة المضرب النسائية برعاية الاتحاد الدولي لكرة المضرب | مواسم الطواف العالمي لكرة المضرب النسائية برعاية الاتحاد الدولي لكرة المضرب | مواسم الطواف العالمي لكرة المضرب النسائية برعاية الاتحاد الدولي لكرة المضرب | مواسم الطواف العالمي لكرة المضرب النسائية برعاية الاتحاد الدولي لكرة المضرب |
| تسعينيات القرن العشرين                                                      | تسعينيات القرن العشرين                                                      | تسعينيات القرن العشرين                                                      | تسعينيات القرن العشرين                                                      | تسعينيات القرن العشرين                                                      | تسعينيات القرن العشرين                                                      | تسعينيات القرن العشرين                                                      | تسعينيات القرن العشرين                                                      | تسعينيات القرن العشرين                                                      | تسعينيات القرن العشرين                                                      |
| --------------------------------------------------------------------------- | --------------------------------------------------------------------------- | --------------------------------------------------------------------------- | --------------------------------------------------------------------------- | --------------------------------------------------------------------------- | --------------------------------------------------------------------------- | --------------------------------------------------------------------------- | --------------------------------------------------------------------------- | --------------------------------------------------------------------------- | --------------------------------------------------------------------------- |
| 1994                                                                        | 1995                                                                        | 1995                                                                        | 1996                                                                        | 1997                                                                        | 1998                                                                        | 1999                                                                        |                                                                             |                                                                             |                                                                             |
| العقد الأول من القرن 21                                                     |                                                                             |                                                                             |                                                                             |                                                                             |                                                                             |                                                                             |                                                                             |                                                                             |                                                                             |
| 2000                                                                        | 2001                                                                        | 2002                                                                        | 2003                                                                        | 2004                                                                        | 2005                                                                        | 2006                                                                        | 2007                                                                        | 2008 الربع الأول · الربع الثاني · الربع الثالث                              | 2009                                                                        |
| العقد الثاني من القرن 21                                                    |                                                                             |                                                                             |                                                                             |                                                                             |                                                                             |                                                                             |                                                                             |                                                                             |                                                                             |
| 2010 الربع الأول · الربع الثاني · الربع الثالث · الربع الرابع               | 2011 الربع الأول · الربع الثاني · الربع الثالث · الربع الرابع               | 2012 الربع الأول · الربع الثاني · الربع الثالث · الربع الرابع               | 2013 الربع الأول · الربع الثاني · الربع الثالث · الربع الرابع               | 2014 الربع الأول · الربع الثاني · الربع الثالث · الربع الرابع               | 2015 الربع الأول · الربع الثاني · الربع الثالث · الربع الرابع               | 2016 الربع الأول · الربع الثاني · الربع الثالث · الربع الرابع               | 2017 الربع الأول · الربع الثاني · الربع الثالث · الربع الرابع               | 2018 الربع الأول · الربع الثاني · الربع الثالث · الربع الرابع               | 2019 الربع الأول · الربع الثاني · الربع الثالث · الربع الرابع               |
| العقد الثالث من القرن 21                                                    |                                                                             |                                                                             |                                                                             |                                                                             |                                                                             |                                                                             |                                                                             |                                                                             |                                                                             |
| 2020 الربع الأول · الربع الثاني · الربع الثالث · الربع الرابع               | 2021 الربع الأول · الربع الثاني · الربع الثالث · الربع الرابع               | 2022 الربع الأول · الربع الثاني · الربع الثالث · الربع الرابع               | 2023 الربع الأول · الربع الثاني · الربع الثالث · الربع الرابع               | 2024 الربع الأول · الربع الثاني · الربع الثالث · الربع الرابع               | 2025 الربع الأول · الربع الثاني · الربع الثالث · الربع الرابع               |                                                                             |                                                                             |                                                                             |                                                                             |

## المفتاح
| الفئة                  |
| ---------------------- |
| بطولات W100 ($100,000) |
| بطولات W75 ($60,000)   |
| بطولات W50 ($40,000)   |
| بطولات W25 ($25,000)   |
| بطولات W15 ($15,000)   |

## الشهر

### أكتوبر
| الأسبوع   | البطولة                                                                                               | الفائزات                                               | الوصيفات                                                  | المتأهلات لنصف النهائي                       | المتأهلات لربع النهائي                                                            |
| --------- | --- | ------------------------------------------------------ | --------------------------------------------------------- | -------------------------------------------- | --------------------------------------------------------------------------------- |
| 7 أكتوبر  | كأس تيك للسيدات كورنيلا دي يوبريغات، إسبانيا صلبة W100 فردي - زوجي                                    | أولغا دانيلوفيتش 6–2، 6–0                              | أرانتشا روس                                               | بولينا كوديرمتوفا · آن لي                    | نوريا باريزاس دياز · كايتلين كويفدو · ماريا تيموفيفا · مارينا باسولس ريبيرا       |
| 7 أكتوبر  | كأس تيك للسيدات كورنيلا دي يوبريغات، إسبانيا صلبة W100 فردي - زوجي                                    | إيفون كافالي ريميراس إيفا فيدر 7–5، 7–6(7–5)           | إيناس إيبو نايا فيكاراموكو                                | بولينا كوديرمتوفا · آن لي                    | نوريا باريزاس دياز · كايتلين كويفدو · ماريا تيموفيفا · مارينا باسولس ريبيرا       |
| 7 أكتوبر  | بطولة سلوفاكيا المفتوحة براتيسلافا، سلوفاكيا صلبة (i) W75 فردي - زوجي                                 | ميا بوهانكوفا 2–6، 6–4، 6–2                            | ريناتا جيمريشوفا                                          | أوسيان دودان أنطونيا روجيتش                  | سيلين ناييف · إيلينا بريدانكينا · إلسا جاكيموت · رادكا زيلنيكوفا                  |
| 7 أكتوبر  | بطولة سلوفاكيا المفتوحة براتيسلافا، سلوفاكيا صلبة (i) W75 فردي - زوجي                                 | إيزابيل هايرلاج · إيلينا بريدانكينا · 7–5، 6–2         | كاترينا كوزموفا نينا فارجوفا                              | أوسيان دودان أنطونيا روجيتش                  | سيلين ناييف · إيلينا بريدانكينا · إلسا جاكيموت · رادكا زيلنيكوفا                  |
| 7 أكتوبر  | بطولة إدموند المفتوحة إدموند، الولايات المتحدة صلبة W75 فردي - زوجي                                   | ماري ستويانا 7–5، 6–3                                  | ألانا سميث                                                | أنستاسيا لوباتا فيكتوريا مبوكو               | داريا فيديمنوفا · فاليريا ستراخوفا · أنستاسيا تيخونوفا · إليزابيث ماندليك         |
| 7 أكتوبر  | بطولة إدموند المفتوحة إدموند، الولايات المتحدة صلبة W75 فردي - زوجي                                   | كايلا داي جيمي فورليس 7–5، 7–5                         | صوفي تشانغ رشيدة مكادو                                    | أنستاسيا لوباتا فيكتوريا مبوكو               | داريا فيديمنوفا · فاليريا ستراخوفا · أنستاسيا تيخونوفا · إليزابيث ماندليك         |
| 7 أكتوبر  | كوينتا دو لاغو، البرتغال صلبة W50 القرعة الفردية والزوجية                                             | كريستينا دميتروك · 6–4، 6–3                            | ياسمين منصوري                                             | كريستينا ملادينوفيتش أماندين مونوت           | ماتيلد خورخي جوستينا ميكولسكيت فرانشيسكا كورمي ميا ريستيتش                        |
| 7 أكتوبر  | كوينتا دو لاغو، البرتغال صلبة W50 القرعة الفردية والزوجية                                             | ماتيلد خورخي جوستينا ميكولسكيت 2–6، 6–4، [14–12]       | ماجالي كيمبن لارا سالدن                                   | كريستينا ملادينوفيتش أماندين مونوت           | ماتيلد خورخي جوستينا ميكولسكيت فرانشيسكا كورمي ميا ريستيتش                        |
| 7 أكتوبر  | كيرنز (ولاية كوينزلاند)، أستراليا Hard W35 قرعة المباريات الفردية والزوجية                            | ديستاني أيافا 6–2، 4–6، 7–5                            | ماديسون إنغليس                                            | إيمرسون جونز إلينا ميشيتش                    | ليزيت كابريرا بيترا هول ألكساندرا بوزوفيتش غابرييلا دا سيلفا-فيك                  |
| 7 أكتوبر  | كيرنز (ولاية كوينزلاند)، أستراليا Hard W35 قرعة المباريات الفردية والزوجية                            | بيترا هول ألانا بارنابي 3–6، 6–2، [10–2]               | ديستاني أيافا ألكساندرا بوزوفيتش                          | إيمرسون جونز إلينا ميشيتش                    | ليزيت كابريرا بيترا هول ألكساندرا بوزوفيتش غابرييلا دا سيلفا-فيك                  |
| 7 أكتوبر  | إدمونتون، كندا Hard (i) W35 قرعة المباريات الفردية والزوجية                                           | جولي بيلغرافير 6–1، 3–6، 6–2                           | أريانا أرسينوولت                                          | أناوك كويفريمانس جيني دورست                  | جيسيكا فايللا كادينس برايس ليا ما ستايسي فونغ                                     |
| 7 أكتوبر  | إدمونتون، كندا Hard (i) W35 قرعة المباريات الفردية والزوجية                                           | كيلا كروس ماربيلا زاماريبا 6–3، 6–1                    | جيسيكا فايللا آنا روجرز                                   | أناوك كويفريمانس جيني دورست                  | جيسيكا فايللا كادينس برايس ليا ما ستايسي فونغ                                     |
| 7 أكتوبر  | Open de Touraine جوي لو تور، فرنسا Hard (i) W35 قرعة المباريات الفردية والزوجية                       | يوليا هاتوك · 7–6(7–4)، 7–6(10–8)                      | إيلا أكسو                                                 | فيتاليا دياتشينكو · أنستاسيا كوليكوفا        | مارا جوث أودري ألبي سيلينا دال دليلا ياكوبوفيتش                                   |
| 7 أكتوبر  | Open de Touraine جوي لو تور، فرنسا Hard (i) W35 قرعة المباريات الفردية والزوجية                       | سارة بيث غري ليوني كونغ 6–4، 6–2                       | أنستاسيا فيرمان تشيلسي فونتينيل                           | فيتاليا دياتشينكو · أنستاسيا كوليكوفا        | مارا جوث أودري ألبي سيلينا دال دليلا ياكوبوفيتش                                   |
| 7 أكتوبر  | سانتا مارغريتا دي بولا، إيطاليا Clay W35 قرعة المباريات الفردية والزوجية                              | ماتيلدا باوليتتي 3–6، 6–2، 6–2                         | إرينا براء                                                | أليساندرا مازولا سادا ناهيمانا               | أليس رامي أناستاسيا أباغناتو تاتيانا بييري تينا نادين سميث                        |
| 7 أكتوبر  | سانتا مارغريتا دي بولا، إيطاليا Clay W35 قرعة المباريات الفردية والزوجية                              | أناستاسيا أباغناتو ميريانا تونا 6–7(3–7)، 6–3، [12–10] | جايدا دانييل سادا ناهيمانا                                | أليساندرا مازولا سادا ناهيمانا               | أليس رامي أناستاسيا أباغناتو تاتيانا بييري تينا نادين سميث                        |
| 7 أكتوبر  | إشبيلية، إسبانيا Clay W35 قرعة المباريات الفردية والزوجية                                             | سينجا كراوس 2–6، 6–2، 6–3                              | ماري بينوا                                                | أليونا بولسوفا كارلوتا مارتينيث سيريث        | كريستينا دياز أدروفر أنخيلا فيتا بولودا تارا ورث باولا أرياس مانخون               |
| 7 أكتوبر  | إشبيلية، إسبانيا Clay W35 قرعة المباريات الفردية والزوجية                                             | أنخيلا فيتا بولودا يلينا إن-ألبون 6–2، 6–1             | أليونا بولسوفا مارثا ماتولا                               | أليونا بولسوفا كارلوتا مارتينيث سيريث        | كريستينا دياز أدروفر أنخيلا فيتا بولودا تارا ورث باولا أرياس مانخون               |
| 7 أكتوبر  | بيكرسفيلد، الولايات المتحدة Hard W35 قرعة المباريات الفردية والزوجية                                  | أميليا هونر 6–4، 6–3                                   | جولييتا باريخا                                            | هانا تشانغ كيت فقيه                          | سوليمار كولينغ راكيل غونزاليس فيلار سهاجا يامالابالي هووانغ يوجيا                 |
| 7 أكتوبر  | بيكرسفيلد، الولايات المتحدة Hard W35 قرعة المباريات الفردية والزوجية                                  | إيرين كايتانو إنديا هوتون 7–6(10–8)، 6–2               | مانا أيوكاوا هووانغ يوجيا                                 | هانا تشانغ كيت فقيه                          | سوليمار كولينغ راكيل غونزاليس فيلار سهاجا يامالابالي هووانغ يوجيا                 |
| 7 أكتوبر  | تساجكادزور، أرمينيا طيني W15 قرعة المباريات الفردية والزوجية                                          | رادا زولوتاريفا · 6–1، 6–2                             | كريستينا كرويتور                                          | أليسا بارانوفسكا لوكا أودفاردي               | فاليريا يوششينكو · إيكاترينا أجوريفا · يليزافيتا كوتليار · ماريا غولوفينا         |
| 7 أكتوبر  | تساجكادزور، أرمينيا طيني W15 قرعة المباريات الفردية والزوجية                                          | إيكاترينا أجوريفا · رادا زولوتاريفا · 6–4، 6–3         | ألينا يونيفا · فاليريا يوششينكو                           | أليسا بارانوفسكا لوكا أودفاردي               | فاليريا يوششينكو · إيكاترينا أجوريفا · يليزافيتا كوتليار · ماريا غولوفينا         |
| 7 أكتوبر  | شرم الشيخ، مصر صلب W15 قرعة المباريات الفردية والزوجية                                                | أناستاسيا جاسانوفا · 6–4، 6–0                          | ألكسندرا يورداتشي                                         | ميا ماك كاتيرينا لازارينكو                   | داشا إيفانوفا ساندوجاش كينجيبايفا زوزانا باوليكوفسكا سوريا لا سيرا                |
| 7 أكتوبر  | شرم الشيخ، مصر صلب W15 قرعة المباريات الفردية والزوجية                                                | ميا ماك فيفيان ساندبرج 6–4، 3–6، [12–10]               | مارا جاى زوزانا باوليكوفسكا                               | ميا ماك كاتيرينا لازارينكو                   | داشا إيفانوفا ساندوجاش كينجيبايفا زوزانا باوليكوفسكا سوريا لا سيرا                |
| 7 أكتوبر  | كاندية، اليونان طيني W15 قرعة المباريات الفردية والزوجية                                              | بيا لوفريك 6–3، 6–3                                    | دينيسلافا غلوشكوفا                                        | باتريجيا بوكسيتايت إيفا ماري فوراسيك         | غايا سكوارشيالوبى سيمونا أوجيسكو لوس إبيلينج كونينج تيلويث دي جيولامي             |
| 7 أكتوبر  | كاندية، اليونان طيني W15 قرعة المباريات الفردية والزوجية                                              | سيمونا أوجيسكو إيوانا تيودورا سافا 6–2، 0–6، [10–6]    | تيلويث دي جيولامي باتريجيا بوكسيتايت                      | باتريجيا بوكسيتايت إيفا ماري فوراسيك         | غايا سكوارشيالوبى سيمونا أوجيسكو لوس إبيلينج كونينج تيلويث دي جيولامي             |
| 7 أكتوبر  | ميسور، الهند صلب W15 قرعة المباريات الفردية والزوجية                                                  | جيسي أني 3–6، 6–3، 7–6(8–6)                            | شريفالي باميديباتي                                        | ريا باتيا لاكشمي برابا أرونكومار             | أكانكشا ديليب نيتور سمريتي باسين إلينا جمشيدي بوجا إنجال                          |
| 7 أكتوبر  | ميسور، الهند صلب W15 قرعة المباريات الفردية والزوجية                                                  | جيسي أني ريا باتيا 6–1، 6–1                            | أكانكشا ديليب نيتور سهى صادق                              | ريا باتيا لاكشمي برابا أرونكومار             | أكانكشا ديليب نيتور سمريتي باسين إلينا جمشيدي بوجا إنجال                          |
| 7 أكتوبر  | المنستير، تونس صلب W15 قرعة المباريات الفردية والزوجية                                                | داريا فرايمان 6–3، 4–6، 7–6(7–1)                       | لويزا ماير آوف دير هايدي                                  | فيكتوريا سيجاتيني ليليان بولينج              | فيكي فان دي بير تيسا جوانا بروكمان أرابيلا كولر فيديريكا ساكو                     |
| 7 أكتوبر  | المنستير، تونس صلب W15 قرعة المباريات الفردية والزوجية                                                | لويزا ماير آوف دير هايدي أنجا فيلدغروبر 6–4، 6–3       | أرابيلا كولر دومينيكا بودهاجاكا                           | فيكتوريا سيجاتيني ليليان بولينج              | فيكي فان دي بير تيسا جوانا بروكمان أرابيلا كولر فيديريكا ساكو                     |
| 14 أكتوبر | GB Pro-Series Shrewsbury شروزبري (المملكة المتحدة)، المملكة المتحدة صلبة (i) W100 فردي - زوجي         | سوني كردال 7–5، 4–1 انسحاب                             | هيذر واتسون                                               | سيمونا والترت أوسيان دودان                   | داريا سنيغور · كلوي باكيت · مينج زي · أوكسانا سيليخميتيفا                         |
| 14 أكتوبر | GB Pro-Series Shrewsbury شروزبري (المملكة المتحدة)، المملكة المتحدة صلبة (i) W100 فردي - زوجي         | أميليا رايكي مينج زي 6–4، 6–1                          | هانا كلوجمان رانا أكوا ستويبر                             | سيمونا والترت أوسيان دودان                   | داريا سنيغور · كلوي باكيت · مينج زي · أوكسانا سيليخميتيفا                         |
| 14 أكتوبر | Tennis Classic of Macon ماكون، الولايات المتحدة صلبة W100 فردي - زوجي                                 | آنا بلينكوفا · 2–6، 6–2، 7–6(7–4)                      | آن لي                                                     | لورين ديفيس كاتارزينا كاوا                   | ريناتا زارازوا لوكريتسيا ستيفانيني ليا ما داريا فيدمانوفا                         |
| 14 أكتوبر | Tennis Classic of Macon ماكون، الولايات المتحدة صلبة W100 فردي - زوجي                                 | صوفي تشانج كاتارزينا كاوا 7–5، 6–4                     | إنغريد مارتينز كوين جليسون                                | لورين ديفيس كاتارزينا كاوا                   | ريناتا زارازوا لوكريتسيا ستيفانيني ليا ما داريا فيدمانوفا                         |
| 14 أكتوبر | Calgary Challenger كالغاري، كندا صلبة (i) W75 فردي - زوجي                                             | ريبيكا مارينو 7–5، 6–4                                 | آنا روجرز                                                 | تاتيانا ماريا كايدنس بريس                    | فيونا كراولي ستايسي فونغ كايلا كروس أنوك كويفرمانس                                |
| 14 أكتوبر | Calgary Challenger كالغاري، كندا صلبة (i) W75 فردي - زوجي                                             | كايلا كروس ماريبيلا زاماريبا 6–7(3–7)، 7–5، [12–10]    | روبن أندرسون دالينا هيويت                                 | تاتيانا ماريا كايدنس بريس                    | فيونا كراولي ستايسي فونغ كايلا كروس أنوك كويفرمانس                                |
| 14 أكتوبر | شيربورج-أون-كونتانتان، فرنسا صلبة (i) W50 قرعة المباريات الفردية والزوجية                             | أنستاسيا زاخاروفا · 3–6، 6–1، 6–4                      | باربورا باليكوفا                                          | يوليا هاتوكا · أولغا هيلمي                   | إيريني بورييو إسكوريهويلو ياروسلافا بارتاشيفيتش إميلين دارترون سيلينا دال         |
| 14 أكتوبر | شيربورج-أون-كونتانتان، فرنسا صلبة (i) W50 قرعة المباريات الفردية والزوجية                             | إيناس إيبو نايمة كاراموكو 4–6، 7–6(7–3)، [10–7]        | تيفاني لوميتر · إيكاترينا أوفشارينكو                      | يوليا هاتوكا · أولغا هيلمي                   | إيريني بورييو إسكوريهويلو ياروسلافا بارتاشيفيتش إميلين دارترون سيلينا دال         |
| 14 أكتوبر | قيصرية (تركيا)، تركيا صلبة W50 قرعة المباريات الفردية والزوجية                                        | زارينا دياز 0–6، 6–4، 6–3                              | أليونا فالي                                               | إكاترينا ماكلاكوفا · إيزابيلا شنيكوفا        | دينيز ديليك · دليلا ياكوبوفيتش · أديلينا لاتشينوفا · كيرا بافلوفا                 |
| 14 أكتوبر | قيصرية (تركيا)، تركيا صلبة W50 قرعة المباريات الفردية والزوجية                                        | بريانا سابو باتريسيا ماريا تيغ 3–6، 6–4، [10–8]        | ميليس سيزر إيزابيلا شنيكوفا                               | إكاترينا ماكلاكوفا · إيزابيلا شنيكوفا        | دينيز ديليك · دليلا ياكوبوفيتش · أديلينا لاتشينوفا · كيرا بافلوفا                 |
| 14 أكتوبر | هوزهو، الصين صلب W35 قرعة المباريات الفردية والزوجية                                                  | كودي وونغ 7–6(7–5)، 6–3                                | تاسابورن ناكلو                                            | هينا إينوي لي زونغيو                         | بريسكا ماديلين نوغروهو · إفيالينا لاسكيفيتش · ليو فانجزو · إكاترينا ياكشينا       |
| 14 أكتوبر | هوزهو، الصين صلب W35 قرعة المباريات الفردية والزوجية                                                  | صوفيا لانسيري · إكاترينا شاليموفا · 6–2، 6–3           | شياو زينغوا يي كيويو                                      | هينا إينوي لي زونغيو                         | بريسكا ماديلين نوغروهو · إفيالينا لاسكيفيتش · ليو فانجزو · إكاترينا ياكشينا       |
| 14 أكتوبر | هيراكليون، اليونان طين W35 قرعة المباريات الفردية والزوجية                                            | ألكساندرا أولينكوفا 6–4، 6–1                           | إرينا براء                                                | إكاترينا ماكاروفا · ناتاليا سينيك            | بيا لوفتشك كريستينا دينو صوفيا ميلاتوفا دينيسلافا غلشكوفا                         |
| 14 أكتوبر | هيراكليون، اليونان طين W35 قرعة المباريات الفردية والزوجية                                            | ماري بنوايت · إكاترينا ماكاروفا · 7–6(7–4)، 6–1        | لويزا فولانا مايكيلا لاكي                                 | إكاترينا ماكاروفا · ناتاليا سينيك            | بيا لوفتشك كريستينا دينو صوفيا ميلاتوفا دينيسلافا غلشكوفا                         |
| 14 أكتوبر | سانتا مارغريتا دي بولا، إيطاليا طين W35 قرعة المباريات الفردية والزوجية                               | نيكول فوسا هويرجو 6–0، 3–6، 6–2                        | فدريكا أورجيسي                                            | أليونا بولسوفا كارلوتا مارتينيز سيريز        | روسيتسا دينشيفا ماريا فلورينسيا أوروثيا جوليا غرابهير ديليتا كيروبيني             |
| 14 أكتوبر | سانتا مارغريتا دي بولا، إيطاليا طين W35 قرعة المباريات الفردية والزوجية                               | لورا هييتارانتا سافو ساكيلاريذي 6–3، 6–4               | أليساندرا ماتزولا فدريكا أورجيسي                          | أليونا بولسوفا كارلوتا مارتينيز سيريز        | روسيتسا دينشيفا ماريا فلورينسيا أوروثيا جوليا غرابهير ديليتا كيروبيني             |
| 14 أكتوبر | فارو، البرتغال صلب W35 قرعة المباريات الفردية والزوجية                                                | مونيكا ستانكيفيتش 7–6(7–3)، 6–3                        | ماتيلد جورجي                                              | سينيا كراوس ياسمين منصوري                    | إيفا غيريرو ألفاريث جينا فيستل مالين هيلغو ليوني كونغ                             |
| 14 أكتوبر | فارو، البرتغال صلب W35 قرعة المباريات الفردية والزوجية                                                | ويرونيكا فالكوفسكا ستيفاني فيشر 6–4، 2–6، [10–5]       | ليا كاراتانشيفا ديانا مارسنكفيتشا                         | سينيا كراوس ياسمين منصوري                    | إيفا غيريرو ألفاريث جينا فيستل مالين هيلغو ليوني كونغ                             |
| 14 أكتوبر | تريليو (مدينة)، الأرجنتين صلب (i) W15 قرعة المباريات الفردية والزوجية                                 | جيمار جيرالد غونزاليس 7–6(10–8)، 6–4                   | فيكتوريا بوثيو                                            | كارولينا بوهرر مارتينس ميشيلا كاسترو زونينو  | كاميلا روميرو كاميلا بوسي صوفيا ميندونسا جوليا كونيشي كامارغو سيلفا               |
| 14 أكتوبر | تريليو (مدينة)، الأرجنتين صلب (i) W15 قرعة المباريات الفردية والزوجية                                 | لوسيانا موَيانو كاميلا روميرو 6–7(2–7)، 7–5، [10–6]     | لورديس أيالا جوستينا ماريا غونزاليس دانييلو               | كارولينا بوهرر مارتينس ميشيلا كاسترو زونينو  | كاميلا روميرو كاميلا بوسي صوفيا ميندونسا جوليا كونيشي كامارغو سيلفا               |
| 14 أكتوبر | تساغكادزور، أرمينيا طين W15 قرعة المباريات الفردية والزوجية                                           | كريستينا كرويتور · 6–2، 6–4                            | فاليريا يوششينكو                                          | آنا يوريكا · ماريا غولوفينا                  | ماريا ميخايلوفا · أناستاسيا سافتيا · أليسا بارانوفسكا · لوكا أودفاردي             |
| 14 أكتوبر | تساغكادزور، أرمينيا طين W15 قرعة المباريات الفردية والزوجية                                           | إيكاتيرينا أغوريفا · رادا زولوتاريفا · 7–6(7–4)، 6–3   | ألينا يونيفا · فاليريا يوششينكو                           | آنا يوريكا · ماريا غولوفينا                  | ماريا ميخايلوفا · أناستاسيا سافتيا · أليسا بارانوفسكا · لوكا أودفاردي             |
| 14 أكتوبر | بول، كرواتيا طين W15 قرعة المباريات الفردية والزوجية                                                  | أرينا غابرييلا فاسيليسكو 6–2، 4–6، 6–4                 | كريستينا دياز أدرور                                       | زينا هيرمان شانتال سووَنت                     | ژيفا فالكَنر إيرين لافينو ليندا شيفتشكوفا نيقول بريشيكوفا                          |
| 14 أكتوبر | بول، كرواتيا طين W15 قرعة المباريات الفردية والزوجية                                                  | لورا سفاتيكا أرينا غابرييلا فاسيليسكو 6–2، 6–1         | فيكتوريا بوردولينا · مانكا بيسلاك                         | زينا هيرمان شانتال سووَنت                     | ژيفا فالكَنر إيرين لافينو ليندا شيفتشكوفا نيقول بريشيكوفا                          |
| 14 أكتوبر | شرم الشيخ، مصر صلب W15 قرعة المباريات الفردية والزوجية                                                | أناستاسيا جاسانوفا · 6–4، 6–0                          | أرليندا روشيتي                                            | ساندرا سمير لميس الحسين عبد العزيز           | داشا إيفانوفا · كارولا باتريشيا بيجينارو · سندوغاش كنجيبافا · أوستينيا ليكومتسيفا |
| 14 أكتوبر | شرم الشيخ، مصر صلب W15 قرعة المباريات الفردية والزوجية                                                | ميا مَك فيفيين ساندبرج 6–0، 6–3                         | أليسا كيميل · إيكاتيرينا مكاروفا                          | ساندرا سمير لميس الحسين عبد العزيز           | داشا إيفانوفا · كارولا باتريشيا بيجينارو · سندوغاش كنجيبافا · أوستينيا ليكومتسيفا |
| 14 أكتوبر | بنغالور، الهند صلب W15 قرعة المباريات الفردية والزوجية                                                | تانيشا كاشياب 6–7(5–7)، 6–1، 6–1                       | أكانكشا ديليب نتور                                        | كارولان ديلوني فيشنفي أدكار                  | باولا لوبيز · سها صديق · أبايا فيموري · أرينا أريفولينا                           |
| 14 أكتوبر | بنغالور، الهند صلب W15 قرعة المباريات الفردية والزوجية                                                | حُميرا بحرمس بوجا إنجال 3–6، 6–0، [10–6]                | أكانكشا ديليب نتور سها صديق                               | كارولان ديلوني فيشنفي أدكار                  | باولا لوبيز · سها صديق · أبايا فيموري · أرينا أريفولينا                           |
| 14 أكتوبر | هوامانتلا، المكسيك صلب W15 قرعة المباريات الفردية والزوجية                                            | ماليكا رابولو 7–6(7–3)، 7–5                            | داشا بليخانوفا                                            | ماريا فرناندانا نافارو أوليفا سابستياني ليون | كاتارينا جوكيك ماريا كاميلا توريس مورثيا إميلي دي أوليفيرا يوليانا مونروي         |
| 14 أكتوبر | هوامانتلا، المكسيك صلب W15 قرعة المباريات الفردية والزوجية                                            | ماليكا رابولو ليسا فارول 7–6(7–4)، 4–6، [10–7]         | كلوديا صوفيا مارتينيز سوليس ماريا فرناندانا نافارو أوليفا | ماريا فرناندانا نافارو أوليفا سابستياني ليون | كاتارينا جوكيك ماريا كاميلا توريس مورثيا إميلي دي أوليفيرا يوليانا مونروي         |
| 14 أكتوبر | سان فايسينت دي توريلو، إسبانيا صلب W15 قرعة المباريات الفردية والزوجية                                | روث رويرا لافيريس 6–1، 7–6(8–6)                        | جوي دي زيوو                                               | لايا بيترتيك أدريان ناغي                     | مايليين نودي مارين سزوستاك فيليبا بروغشتات مي تيانمي                              |
| 14 أكتوبر | سان فايسينت دي توريلو، إسبانيا صلب W15 قرعة المباريات الفردية والزوجية                                | جوي دي زيوو روث رويرا لافيريس 2–6، 6–3، [11–9]         | روز ماري نيكامب إيزيس لويز فان دن بروك                    | لايا بيترتيك أدريان ناغي                     | مايليين نودي مارين سزوستاك فيليبا بروغشتات مي تيانمي                              |
| 14 أكتوبر | المنستير، تونس صلب W15 قرعة المباريات الفردية والزوجية                                                | نينا رادوفانوفيتش 6–3، 6–1                             | جوزي دايمس                                                | فيديريكا ساكو أرابيلا كولر                   | إيكاترينا بيريلجينا أليس سولييه داريا يسيبتشوك ماتيلدا مارياني                    |
| 14 أكتوبر | المنستير، تونس صلب W15 قرعة المباريات الفردية والزوجية                                                | جوليا آدامز مارسيللا كروز 6–3، 6–3                     | نادين كيلر أرابيلا كولر                                   | فيديريكا ساكو أرابيلا كولر                   | إيكاترينا بيريلجينا أليس سولييه داريا يسيبتشوك ماتيلدا مارياني                    |
| 21 أكتوبر | Torneig Internacional Els Gorchs ليس فرانكويسيس ديل فاليس، إسبانيا صلبة W100 فردي - زوجي              | أنستاسيا زاخاروفا · 3–6، 1–6                           | ألينا خارايفا                                             | كريستينا ملادينوفيتش آنا كارولينا شميدلوفا   | ريناتا يامريتشوفا أندريا لازارو غارسيا دلما جالفي لولا راديفوييفيتش               |
| 21 أكتوبر | Torneig Internacional Els Gorchs ليس فرانكويسيس ديل فاليس، إسبانيا صلبة W100 فردي - زوجي              | ألينا خارايفا · إيكاترينا راينجولد · 2–6، 6–7(2–7)     | مينا هودزك كارولين فيرنر                                  | كريستينا ملادينوفيتش آنا كارولينا شميدلوفا   | ريناتا يامريتشوفا أندريا لازارو غارسيا دلما جالفي لولا راديفوييفيتش               |
| 21 أكتوبر | Tyler Pro Challenge تايلر، الولايات المتحدة صلبة W100 قرعة المباريات الفردية والزوجية                 | ريناتا زارازوا 4–6، 2–6                                | إيفا جوفيتش                                               | ألانا سميث جايمي فورليس                      | كليرفي نغونوي أوسوي مايتان أركونادا كاتارزينا كاوا ماري ستويانا                   |
| 21 أكتوبر | Tyler Pro Challenge تايلر، الولايات المتحدة صلبة W100 قرعة المباريات الفردية والزوجية                 | كليرفي نغونوي ألكسندرا أوسبورن 2–6، 3–6                | ماري لويس براندي ووكر                                     | ألانا سميث جايمي فورليس                      | كليرفي نغونوي أوسوي مايتان أركونادا كاتارزينا كاوا ماري ستويانا                   |
| 21 أكتوبر | City of Playford Tennis International بلايفورد، أستراليا صلبة W75 فردي - زوجي                         | ماديسون إنغليس 6–7(7–9)، 7–5، 1–6                      | هيمينو ساكاتسوم                                           | تاليا غيبسون تايلا بريستون                   | شريفالي باميديباتي ساكورا هوسوجي ديستاني أيافا بترا هول                           |
| 21 أكتوبر | City of Playford Tennis International بلايفورد، أستراليا صلبة W75 فردي - زوجي                         | ألكسندرا بوزوفيتش بترا هول 4–6، 3–6                    | ليزيت كابريرا تايلا بريستون                               | تاليا غيبسون تايلا بريستون                   | شريفالي باميديباتي ساكورا هوسوجي ديستاني أيافا بترا هول                           |
| 21 أكتوبر | Challenger de Saguenay ساغينيه، كندا صلبة (داخلية) W75+H فردي - زوجي                                  | بيترا مارشينكو 3–6، 6–4، 6–7(3–7)                      | أنوك كوفيرمانز                                            | فيكتوريا كوزموفا قائمة رينالدو بيرسون        | ستايسي فنج ناديا لاغيف كادينس بريس كيلا كروس                                      |
| 21 أكتوبر | Challenger de Saguenay ساغينيه، كندا صلبة (داخلية) W75+H فردي - زوجي                                  | دالينا هيويت آنا روجرز 1–6، 5–7                        | ميغالي كيمبن لارا سالدين                                  | فيكتوريا كوزموفا قائمة رينالدو بيرسون        | ستايسي فنج ناديا لاغيف كادينس بريس كيلا كروس                                      |
| 21 أكتوبر | Internationaux Féminins de la Vienne بواتييه، فرنسا صلبة (داخلية) W75 قرعة المباريات الفردية والزوجية | ليوليا جانجين 2–6، 3–6                                 | ديانا مارتينوف                                            | إيميلين دارترون سيلين نيف                    | آنا لينا فريدسام · مارغوكس روفروي · إيبك أوز · جوليا أبديفا                       |
| 21 أكتوبر | Internationaux Féminins de la Vienne بواتييه، فرنسا صلبة (داخلية) W75 قرعة المباريات الفردية والزوجية | آنا لينا فريدسام سيلين نيف 4–6، 1–6                    | مارتينا كوبكا كوني بيرين                                  | إيميلين دارترون سيلين نيف                    | آنا لينا فريدسام · مارغوكس روفروي · إيبك أوز · جوليا أبديفا                       |
| 21 أكتوبر | GB Pro-Series Glasgow غلاسكو، المملكة المتحدة Hard (i) W75 قرعة المباريات الفردية والزوجية            | سيمونا فالتيرت 6–4، 6–2                                | مريم بولكفادزه                                            | أمارني بانكس جودي بوراج                      | دومينيكا شالكوفا أميليا راجيكي فالنتينا ريسر إلينا ماليغينا                       |
| 21 أكتوبر | GB Pro-Series Glasgow غلاسكو، المملكة المتحدة Hard (i) W75 قرعة المباريات الفردية والزوجية            | جودي بوراج فريا كريستي 6–4، 3–6، [10–5]                | مريم بولكفادزه إيزابيل هافيرلاغ                           | أمارني بانكس جودي بوراج                      | دومينيكا شالكوفا أميليا راجيكي فالنتينا ريسر إلينا ماليغينا                       |
| 21 أكتوبر | تشيانداوهو، الصين Hard W35 قرعة المباريات الفردية والزوجية                                            | قوه هانيو 6–2، 6–2                                     | وانغ مييلينغ                                              | صوفيا لانسر · إيفيالينا لاسكيفيتش            | زانغ يينغ · لو جينغجينغ · تشنغ ووشوانغ · كريستيانا سيدوروفا                       |
| 21 أكتوبر | تشيانداوهو، الصين Hard W35 قرعة المباريات الفردية والزوجية                                            | صوفيا لانسر · إيكاترينا شاليموفا · 4–6، 6–4، [10–5]    | شون فانغيينغ زانغ يينغ                                    | صوفيا لانسر · إيفيالينا لاسكيفيتش            | زانغ يينغ · لو جينغجينغ · تشنغ ووشوانغ · كريستيانا سيدوروفا                       |
| 21 أكتوبر | هيراكليون، اليونان Clay W35 قرعة المباريات الفردية والزوجية                                           | إيكاترينا ماكاروفا · 4–6، 6–3، 6–3                     | كريستينا دينو                                             | أوليكساندرا أوليينكوفا إلينكا أمارايي        | بيانكا إيلينا بربوليسكو ناتاليا سينيك رومان لونجفيل إرينا براء                    |
| 21 أكتوبر | هيراكليون، اليونان Clay W35 قرعة المباريات الفردية والزوجية                                           | إلينكا أمارايي إلينا كوروكوزيدي 6–3، 6–3               | بولينا ليكينا · إلينا نيبلي                               | أوليكساندرا أوليينكوفا إلينكا أمارايي        | بيانكا إيلينا بربوليسكو ناتاليا سينيك رومان لونجفيل إرينا براء                    |
| 21 أكتوبر | سانتا مارغريتا دي بولا، إيطاليا Clay W35 قرعة المباريات الفردية والزوجية                              | كارلوتا مارتينيز سيريز 6–4، 6–3                        | نيكول فوسا هويرغو                                         | روسيتسا دينشيفا كاميلا زانوليني              | فيديريكا أورجيسي سافو ساكيلاريدي أماريسا توث سميرة دي ستيفانو                     |
| 21 أكتوبر | سانتا مارغريتا دي بولا، إيطاليا Clay W35 قرعة المباريات الفردية والزوجية                              | سافو ساكيلاريدي ليزا زار 6–3، 6–4                      | أندريا بريساغاريو فيديريكا أورجيسي                        | روسيتسا دينشيفا كاميلا زانوليني              | فيديريكا أورجيسي سافو ساكيلاريدي أماريسا توث سميرة دي ستيفانو                     |
| 21 أكتوبر | لولي (مدينة)، البرتغال Hard W35 قرعة المباريات الفردية والزوجية                                       | ليوني كونغ 6–2، 6–1                                    | إيرين بورييو إسكوريهويلا                                  | ستيفاني فيشر ياسمين منصوري                   | صوفيا شاباتافا فيرونيكا فالكوسكا ميا ريستيتش يوهان سفنسن                          |
| 21 أكتوبر | لولي (مدينة)، البرتغال Hard W35 قرعة المباريات الفردية والزوجية                                       | ميتشيكا أوزيكي ليان تران 6–4، 6–2                      | سلمى دروجدوفا ماري فيكرلي                                 | ستيفاني فيشر ياسمين منصوري                   | صوفيا شاباتافا فيرونيكا فالكوسكا ميا ريستيتش يوهان سفنسن                          |
| 21 أكتوبر | قيصري، تركيا صلب W35 قرعة المباريات الفردية والزوجية                                                  | جوانا جارلاند 6–1، 7–6(7–1)                            | تشالا بويوكاكاتشاي                                        | جانا كولودينسكا · داريا إيغوروفا             | أليونا فالي · أنكيتا رينا · كلاوديا بوبليتي · دليلا ياكوبوفيتش                    |
| 21 أكتوبر | قيصري، تركيا صلب W35 قرعة المباريات الفردية والزوجية                                                  | إيزابيلا باريرا أجيري أبيجيل رينشيلي 6–3، 2–6، [10–6]  | دليلا ياكوبوفيتش أنكيتا رينا                              | جانا كولودينسكا · داريا إيغوروفا             | أليونا فالي · أنكيتا رينا · كلاوديا بوبليتي · دليلا ياكوبوفيتش                    |
| 21 أكتوبر | جزيرة هيلتون هيد، الولايات المتحدة صلب W35 قرعة المباريات الفردية والزوجية                            | أناستاسيا لوباتا 6–3، 6–2                              | إلفينا كالييفا                                            | أوليفيا لينسر كيلي ماكنزي                    | إيرين كايتانو جيني دورست آلي كيك كارينا ميلر                                      |
| 21 أكتوبر | جزيرة هيلتون هيد، الولايات المتحدة صلب W35 قرعة المباريات الفردية والزوجية                            | فيونا كراولي ماكننا جونز 6–2، 6–7(5–7)، [10–7]         | أنجيلا أوكوتوي مرنة رفعت                                  | أوليفيا لينسر كيلي ماكنزي                    | إيرين كايتانو جيني دورست آلي كيك كارينا ميلر                                      |
| 21 أكتوبر | تريليو، الأرجنتين صلب (i) W15 قرعة المباريات الفردية والزوجية                                         | فيكتوريا بوثيو 6–1، 6–0                                | صوفيا مندونكا                                             | ميكلا كاسترو زونينو جينيفر دورادو            | كاميلا روميرو لوسيانا مويانو لورديس أيالا صوفيا ميابي                             |
| 21 أكتوبر | تريليو، الأرجنتين صلب (i) W15 قرعة المباريات الفردية والزوجية                                         | لوسيانا مويانو كاميلا روميرو 7–6(7–4)، 6–3             | فيكتوريا بوثيو ماريان غوميز بيسويلا كانو                  | ميكلا كاسترو زونينو جينيفر دورادو            | كاميلا روميرو لوسيانا مويانو لورديس أيالا صوفيا ميابي                             |
| 21 أكتوبر | بول، كرواتيا طين W15 قرعة المباريات الفردية والزوجية                                                  | نيكولا بريشكوفا 6–4، 7–6(7–4)                          | أرين غابرييلا فاسيليكسو                                   | زيفا فالكورنر سارة ميلاني فاجمونوفا          | إيزابيل تشيرني شانتال سوفانت فرانشيسكا باتشي لوسي أوربانووفا                      |
| 21 أكتوبر | بول، كرواتيا طين W15 قرعة المباريات الفردية والزوجية                                                  | لورا سفايتكوفا أرين غابرييلا فاسيليكسو 6–0، 7–6(7–3)   | لورا بويهنر فرانشيسكا باتشي                               | زيفا فالكورنر سارة ميلاني فاجمونوفا          | إيزابيل تشيرني شانتال سوفانت فرانشيسكا باتشي لوسي أوربانووفا                      |
| 21 أكتوبر | شرم الشيخ، مصر صلب W15 قرعة المباريات الفردية والزوجية                                                | زوجانا باوليكوسكا 7–5، 6–7(3–7)، 7–5                   | ساندرا سمير                                               | إفجينيا بورودينا · لميس الحسين عبد العزيز    | أروجان ساجنديكا ألكسندرا يورداتشي ميرجانا يوفانوفيتش كارولا كافيلي                |
| 21 أكتوبر | شرم الشيخ، مصر صلب W15 قرعة المباريات الفردية والزوجية                                                | أليسا كوميل · إيكاترينا ماكاروفا · 6–2، 6–4            | ياسمين عزت زوزانا باوليكوفسكا                             | إفجينيا بورودينا · لميس الحسين عبد العزيز    | أروجان ساجنديكا ألكسندرا يورداتشي ميرجانا يوفانوفيتش كارولا كافيلي                |
| 21 أكتوبر | هوامانتلا، المكسيك صلب W15 قرعة المباريات الفردية والزوجية                                            | ميليكة رابولو 7–6(7–3)، 6–2                            | يولينا مونروي                                             | إيزابيل أدروفر غاليغو إما برجيتش بوكو        | كايدي أويسوي أماندا كارولينا نافا إلكين سباستياني ليون لارا سميكال                |
| 21 أكتوبر | هوامانتلا، المكسيك صلب W15 قرعة المباريات الفردية والزوجية                                            | إما برجيتش بوكو سباستياني ليون 3–6، 6–2، [10–6]        | كلوديا صوفيا مارتينيز سوليس ماريا فرناندا نيفارو أوليفا   | إيزابيل أدروفر غاليغو إما برجيتش بوكو        | كايدي أويسوي أماندا كارولينا نافا إلكين سباستياني ليون لارا سميكال                |
| 21 أكتوبر | بليانة، إسبانيا صلب W15 قرعة المباريات الفردية والزوجية                                               | جوي دي زيو 7–6(9–7)، 6–3                               | أدريان ناغي                                               | إليزارا ينيفا إيزيس لويز فان دن بروك         | ألبا ري غارسيا ميكا بوشنيك جوديث بيريلو سافيدرا باولا سيمبرانوس                   |
| 21 أكتوبر | بليانة، إسبانيا صلب W15 قرعة المباريات الفردية والزوجية                                               | جوي دي زيو أدريان ناغي فوز بالانسحاب                   | روز ماري نيكامب إيزيس لويز فان دن بروك                    | إليزارا ينيفا إيزيس لويز فان دن بروك         | ألبا ري غارسيا ميكا بوشنيك جوديث بيريلو سافيدرا باولا سيمبرانوس                   |
| 21 أكتوبر | المنستير، تونس صلب W15 قرعة المباريات الفردية والزوجية                                                | داريا يسيتشوك 6–0، 6–1                                 | لايا بتريتيك                                              | إستر أديشينا ليليان بولينغ                   | نينا رادوفانوفيتش كايت كوبز نويمي ماينز جوسي ديمز                                 |
| 21 أكتوبر | المنستير، تونس صلب W15 قرعة المباريات الفردية والزوجية                                                | جوليا أدامز إستر أديشينا 6–0، 7–5                      | لويسا ماير أوف دير هايد أنجا ويلدجروبر                    | إستر أديشينا ليليان بولينغ                   | نينا رادوفانوفيتش كايت كوبز نويمي ماينز جوسي ديمز                                 |
| 28 أكتوبر | NSW Open سيدني، أستراليا صلب W75 الفردي - الزوجي                                                      | إيمرسون جونز 6–4، 7–6(3–7)                             | تايله بريستون                                             | تاليا جيبسون هكاروا ساتو                     | بيترا هول غابرييلا دا سيلفا فيك نينا فارجوفا إريكا سما                            |
| 28 أكتوبر | NSW Open سيدني، أستراليا صلب W75 الفردي - الزوجي                                                      | ليزيت كابرييرا تايله بريستون 6–1، 3–6، [8–10]          | ديستاني أيافا ماديسون إنغليس                              | تاليا جيبسون هكاروا ساتو                     | بيترا هول غابرييلا دا سيلفا فيك نينا فارجوفا إريكا سما                            |
| 28 أكتوبر | Tevlin Women's Challenger تورونتو، كندا صلب (i) W75 الفردي - الزوجي                                   | لويزا تشيريكو 7–6(5–7)، 6–3                            | كايلا كروس                                                | جولي بيلجرافير فيكتوريا كوزموفا              | غابرييلا لي ماديسون سيغ كاثرين سيبوف هاروكا كاجي                                  |
| 28 أكتوبر | Tevlin Women's Challenger تورونتو، كندا صلب (i) W75 الفردي - الزوجي                                   | جيمي لوبي جوستينا ميكولسكيت 6–2، 6–1                   | جولي بيلجرافير جاسمن خيمبر                                | جولي بيلجرافير فيكتوريا كوزموفا              | غابرييلا لي ماديسون سيغ كاثرين سيبوف هاروكا كاجي                                  |
| 28 أكتوبر | Hamburg Ladies Cup هامبورغ، ألمانيا صلب (i) W75 الفردي - الزوجي                                       | منى بارثل 6–4، 7–6(6–8)                                | سوناي كارتال                                              | أنستازيا كوليكوفا باربورا باليكوفا           | سينيا كراوس كايتلين كويفدو دومينيكا سالكوفا فيفيان وولف                           |
| 28 أكتوبر | Hamburg Ladies Cup هامبورغ، ألمانيا صلب (i) W75 الفردي - الزوجي                                       | مادلين بروكس إيزابيل هافيرلاج 3–6، 2–6                 | ريا بهاتيا ليان تران                                      | أنستازيا كوليكوفا باربورا باليكوفا           | سينيا كراوس كايتلين كويفدو دومينيكا سالكوفا فيفيان وولف                           |
| 28 أكتوبر | أوبن نانت أتلانتيك نانت، فرنسا صلبة (م) W50 قرعة المباريات الفردية والزوجية                           | ليوليا جانجين 1–6، 3–6                                 | سارة كاكاريفيتش                                           | سيلين نيف رالوكا سيربان                      | إميلين دارتون كارول مونيت كاميلا روزاتييلو ليا بوشكوفيتش                          |
| 28 أكتوبر | أوبن نانت أتلانتيك نانت، فرنسا صلبة (م) W50 قرعة المباريات الفردية والزوجية                           | تايرا كاترينا جرانت كاميلا روزاتييلو 2–6، 1–6          | ديانا مارسنكفيتشا سادا ناهيمانا                           | سيلين نيف رالوكا سيربان                      | إميلين دارتون كارول مونيت كاميلا روزاتييلو ليا بوشكوفيتش                          |
| 28 أكتوبر | ماكينوهارا (شيزوكا)، اليابان سجادة W35 قرعة المباريات الفردية والزوجية                                | أيانو شيميزو 6–3، 3–6، 4–6                             | ميهو كوراموشي                                             | هيرومي آبي باك دا يون                        | شيهو أكيتا ساي نوغوتشي كاناكو موريساكي إيري شيميزو                                |
| 28 أكتوبر | ماكينوهارا (شيزوكا)، اليابان سجادة W35 قرعة المباريات الفردية والزوجية                                | كاناكو موريساكي إيري شيميزو 2–6، 1–6                   | جيونج بو يونج آيومي مياamoto                              | هيرومي آبي باك دا يون                        | شيهو أكيتا ساي نوغوتشي كاناكو موريساكي إيري شيميزو                                |
| 28 أكتوبر | إسطنبول، تركيا صلبة (م) W35 قرعة المباريات الفردية والزوجية                                           | باتريسيا ماريا تيغ 3–6، 6–7(4–7)                       | ايلا أكسو                                                 | أليونا فالاي · ماريام بولكفادزه              | كسينيا لاسكوتوفا · أناستاسيا جاسانوفا · ماريا تكاتشيفا · أندريا بريساكرو          |
| 28 أكتوبر | إسطنبول، تركيا صلبة (م) W35 قرعة المباريات الفردية والزوجية                                           | كاميلا بارتون أندريا بريساكرو 4–6، 2–6                 | جاكلين كاباج أواد إيفا بريموراك                           | أليونا فالاي · ماريام بولكفادزه              | كسينيا لاسكوتوفا · أناستاسيا جاسانوفا · ماريا تكاتشيفا · أندريا بريساكرو          |
| 28 أكتوبر | GB برو- سيريس لوفبرا لوفبرا، المملكة المتحدة صلبة (م) W35 قرعة المباريات الفردية والزوجية             | سوزان بانديتشي 4–6، 6–3، 1–6                           | رانا أكوا ستويبر                                          | إيلا ماكدونالد أميليا رايتشيكي               | كاثرين بارنز كاترينا سترشناكوفا فريا كريستي فالنتيني جراماتيكوبولو                |
| 28 أكتوبر | GB برو- سيريس لوفبرا لوفبرا، المملكة المتحدة صلبة (م) W35 قرعة المباريات الفردية والزوجية             | فالنتيني جراماتيكوبولو إلينا مالويجينا انسحاب          | إيلا ماكدونالد رانا أكوا ستويبر                           | إيلا ماكدونالد أميليا رايتشيكي               | كاثرين بارنز كاترينا سترشناكوفا فريا كريستي فالنتيني جراماتيكوبولو                |
| 28 أكتوبر | نورمان، الولايات المتحدة صلبة (م) W35 قرعة المباريات الفردية والزوجية                                 | آنا روجرز 4–6، 3–6                                     | كيرا ماتوشكينا                                            | أوليفيا لينسر بارك سو هيون                   | كريستينا باسكاوسكاس ماريبيلا زاماريبا جيسيكا فايلا تايسا جرانا بيدريتي            |
| 28 أكتوبر | نورمان، الولايات المتحدة صلبة (م) W35 قرعة المباريات الفردية والزوجية                                 | جيسيكا فايلا ماريبيلا زاماريبا 3–6، 6–2، [10–5]        | ماكينا جونز بارك سو هيون                                  | أوليفيا لينسر بارك سو هيون                   | كريستينا باسكاوسكاس ماريبيلا زاماريبا جيسيكا فايلا تايسا جرانا بيدريتي            |
| 28 أكتوبر | شرم الشيخ، مصر صلبة W15 قرعة المباريات الفردية والزوجية                                               | كاتارينا كوزموفا 0–6، 6–4، 6–4                         | لي اون هاي                                                | لميس الحسين عبد العزيز ساندرا سمير           | ياسمين عزت · يفجينييا بوردينا · أروخان ساغاندكوفا · داشا إيفانوفا                 |
| 28 أكتوبر | شرم الشيخ، مصر صلبة W15 قرعة المباريات الفردية والزوجية                                               | كيم يو جين لي اون هاي 4–6، 6–3، [11–9]                 | ياسمين عزت كاتارينا كوزموفا                               | لميس الحسين عبد العزيز ساندرا سمير           | ياسمين عزت · يفجينييا بوردينا · أروخان ساغاندكوفا · داشا إيفانوفا                 |
| 28 أكتوبر | هيراكليون، اليونان ترابية W15 قرعة المباريات الفردية والزوجية                                         | ياسمين قباج 6–3، 7–6(8–6)                              | كلاوديا بوبليتي                                           | إيفا ماري فوراسيك إيلينكا أمارايي            | إلينا كوروكوزيدي إفانا شيبيستوفا ماري فوغت لورا هيتارانتا                         |
| 28 أكتوبر | هيراكليون، اليونان ترابية W15 قرعة المباريات الفردية والزوجية                                         | إيلينكا أمارايي إلينا كوروكوزيدي 3–6، 6–3، [11–9]      | إليني تشاتزيافرام سافو ساكيلاريدي                         | إيفا ماري فوراسيك إيلينكا أمارايي            | إلينا كوروكوزيدي إفانا شيبيستوفا ماري فوغت لورا هيتارانتا                         |
| 28 أكتوبر | لوكي (باراغواي)، باراغواي ترابية W15 قرعة المباريات الفردية والزوجية                                  | كانديلا فاسكيز 2–6، 6–2، 6–4                           | كاميلا بوسي                                               | خوستينا ماريا غونزاليس دانييل فيكتوريا بوثيو | آنا كانديتو لوسيانا مويانو رومينا كونو لويزا هيردا                                |
| 28 أكتوبر | لوكي (باراغواي)، باراغواي ترابية W15 قرعة المباريات الفردية والزوجية                                  | كاميلا بوسي آنا كانديتو 6–4، 5–7، [10–7]               | لوسيانا مويانو كاميلا روميرو                              | خوستينا ماريا غونزاليس دانييل فيكتوريا بوثيو | آنا كانديتو لوسيانا مويانو رومينا كونو لويزا هيردا                                |
| 28 أكتوبر | تابى، السويد صلبة (i) W15 قرعة المباريات الفردية والزوجية                                             | ليزا زار 3–6، 6–1، 6–4                                 | ستيفاني فيشر                                              | هولي هاتشينسون ليا نيلسون                    | نيلي تارابا والبرغ بيتريس زيتلينا إيلا هافستو ريبيكا مونك مورتنسن                 |
| 28 أكتوبر | تابى، السويد صلبة (i) W15 قرعة المباريات الفردية والزوجية                                             | ستيفاني فيشر ليزا زار 6–0، 7–5                         | ماري مترو داريا يسيبشوك                                   | هولي هاتشينسون ليا نيلسون                    | نيلي تارابا والبرغ بيتريس زيتلينا إيلا هافستو ريبيكا مونك مورتنسن                 |
| 28 أكتوبر | المنستير، تونس صلبة W15 قرعة المباريات الفردية والزوجية                                               | كسينيا إفرموفا 6–1، 7–5                                | نينا رادوفانوفيتش                                         | لويزا ماير أوف دير هايدي ماري فيليت          | أليسا ريجير كاميلا زانوليني أنجا فيلدجروبر إيفا إيفانوفا                          |
| 28 أكتوبر | المنستير، تونس صلبة W15 قرعة المباريات الفردية والزوجية                                               | لويزا ماير أوف دير هايدي جوليا ستاماتوفا 6–4، 7–6(7–5) | فاليريا مايجا كارجينا لويز رايزل                          | لويزا ماير أوف دير هايدي ماري فيليت          | أليسا ريجير كاميلا زانوليني أنجا فيلدجروبر إيفا إيفانوفا                          |
| 28 أكتوبر | قيصري، تركيا صلب W15 قرعة المباريات الفردية والزوجية                                                  | إيدا ماميدوفا · 6–3، 6–4                               | آنا سنيجيريفا                                             | فرفارا بانتشينا · ستيفانيا بويكا             | بريانا سزابو · إلي يورك · ماريا بيرجن · داريا شادشنيفا                            |
| 28 أكتوبر | قيصري، تركيا صلب W15 قرعة المباريات الفردية والزوجية                                                  | ستيفانيا بويكا بريانا سزابو 6–4، 6–2                   | فرفارا بانتشينا · داريا شوبينا                            | فرفارا بانتشينا · ستيفانيا بويكا             | بريانا سزابو · إلي يورك · ماريا بيرجن · داريا شادشنيفا                            |

### نوفمبر
| الأسبوع   | البطولة                                                                                                 | الفائزات                                                          | الوصيفات                                    | المتأهلات لنصف النهائي                    | المتأهلات لربع النهائي                                                           |
| --------- | --- | ----------------------------------------------------------------- | ------------------------------------------- | ----------------------------------------- | -------------------------------------------------------------------------------- |
| 4 نوفمبر  | إسمانينغ أوبن إسمانينغ، ألمانيا Carpet (i) W75 Singles - Doubles                                        | سوزان بانديتشي 6–7(8–10)، 6–2، 7–5                                | داريا سنيغور                                | دليلا ياكوبوفيتش آنا لينا فريدسام         | ليا بوشكوفيتش كارولينا كول باربورا باليتسوفا مارييلا تام                         |
| 4 نوفمبر  | إسمانينغ أوبن إسمانينغ، ألمانيا Carpet (i) W75 Singles - Doubles                                        | أنيتا كوتشموفا أنيتا لابوتكوفا 4–6، 6–4، [10–7]                   | إيزابيل هاڤرلاچ كارول مونيه                 | دليلا ياكوبوفيتش آنا لينا فريدسام         | ليا بوشكوفيتش كارولينا كول باربورا باليتسوفا مارييلا تام                         |
| 4 نوفمبر  | كايوتيك أوبن بتانج، لوكسمبورغ Hard (i) W75 قرعة المباريات الفردية والزوجية                              | سيلين ناييف 6–2، 6–4                                              | أوسيان دودان                                | ماريا تيموفييفا · ليان تران               | ماري بينوا بيلندا بنشيتش آنا جابريك كاميلا روساتيلو                              |
| 4 نوفمبر  | كايوتيك أوبن بتانج، لوكسمبورغ Hard (i) W75 قرعة المباريات الفردية والزوجية                              | أليفتينا إبراهيموفا · ليان تران · 1–6، 6–2، [11–9]                | جيسيكا ماليشكوفا ميريام شكوتش               | ماريا تيموفييفا · ليان تران               | ماري بينوا بيلندا بنشيتش آنا جابريك كاميلا روساتيلو                              |
| 4 نوفمبر  | فيراكروز، المكسيك Hard W50 قرعة المباريات الفردية والزوجية                                              | أنتونيا روجيتش 6–4، 7–6(7–3)                                      | ماريا تكاشيفا                               | لورا سامسون آنا صوفيا سانشيز              | إيفا فيدر داشا بليخانوفا ماريا خوسيه بورتيو راميريز فيكتوريا رودريغيز            |
| 4 نوفمبر  | فيراكروز، المكسيك Hard W50 قرعة المباريات الفردية والزوجية                                              | جيسيكا هينوجوسا جوميز هيروكو كواتا                                |                                             | لورا سامسون آنا صوفيا سانشيز              | إيفا فيدر داشا بليخانوفا ماريا خوسيه بورتيو راميريز فيكتوريا رودريغيز            |
| 4 نوفمبر  | فيلينوف داسك، فرنسا Hard (i) W35 قرعة المباريات الفردية والزوجية                                        | إيميلين دارترون 6–2، 5–7، 6–3                                     | تيانتسوا سارة راكوتومانغا راجونا            | جودي بوراج صوفيا كوستولاس                 | باتريسيا ماريا تيغ جولي جيرفيه إيفا بريموراتش جانا أوتزيبكا                      |
| 4 نوفمبر  | فيلينوف داسك، فرنسا Hard (i) W35 قرعة المباريات الفردية والزوجية                                        | داريا فريمان ماري ماتيل 6–7(5–7)، 6–2، [10–8]                     | دانيك هافيرمانز جانا أوتزيبكا               | جودي بوراج صوفيا كوستولاس                 | باتريسيا ماريا تيغ جولي جيرفيه إيفا بريموراتش جانا أوتزيبكا                      |
| 4 نوفمبر  | هاماماتسو، اليابان Carpet W35 قرعة المباريات الفردية والزوجية                                           | مي ياماغوتشي 4–6، 5–3 انسحاب                                      | أوي إيتو                                    | هارونا أراكاوا أيانو شيميزو               | باك دا-يون إري شيميزو ساكي إيماورا ريا ناكاشيما                                  |
| 4 نوفمبر  | هاماماتسو، اليابان Carpet W35 قرعة المباريات الفردية والزوجية                                           | موموكو كوبوري أيانو شيميزو                                        |                                             | هارونا أراكاوا أيانو شيميزو               | باك دا-يون إري شيميزو ساكي إيماورا ريا ناكاشيما                                  |
| 4 نوفمبر  | سولارينو، إيطاليا Carpet W35 قرعة المباريات الفردية والزوجية                                            | جوانا جارلاند 5–7، 6–2، 6–3                                       | فالنتيني جراماتيكوبولو                      | كاتارينا كوزموفا سميرة دي ستيفانو         | جورجيا بيدوني كاميلا جينارو يلينا إن-ألبون ريا بهاتيا                            |
| 4 نوفمبر  | سولارينو، إيطاليا Carpet W35 قرعة المباريات الفردية والزوجية                                            | فالنتيني جراماتيكوبولو كاتارينا كوزموفا 6–3، 6–3                  | كسينيا لاسكوتوفا · فيديريكا أورجيسي         | كاتارينا كوزموفا سميرة دي ستيفانو         | جورجيا بيدوني كاميلا جينارو يلينا إن-ألبون ريا بهاتيا                            |
| 4 نوفمبر  | ميامي، الولايات المتحدة Hard W35 قرعة المباريات الفردية والزوجية                                        | داريا فيدمانوفا 4–6، 6–4، 6–1                                     | مايو كروسلي                                 | ليا ما آنا روجرز                          | أوليفيا لينسر ليكسينجتون ريد تايسا جرانا بيدريتي آلي كيك                         |
| 4 نوفمبر  | ميامي، الولايات المتحدة Hard W35 قرعة المباريات الفردية والزوجية                                        | أيا العوني أوليفيا لينسر                                          |                                             | ليا ما آنا روجرز                          | أوليفيا لينسر ليكسينجتون ريد تايسا جرانا بيدريتي آلي كيك                         |
| 4 نوفمبر  | شرم الشيخ، مصر Hard W15 قرعة المباريات الفردية والزوجية                                                 | ماريا غولوفينا · 7–5، 6–2                                         | لي أون هاي                                  | ألكسندرا بوزارينكو · كاثلين كانيف         | كلاريسا بلومكفيست · نينا رودييوكوفا · كوكو بوسمان · فاليريا أرتيميفا             |
| 4 نوفمبر  | شرم الشيخ، مصر Hard W15 قرعة المباريات الفردية والزوجية                                                 | ماريا غولوفينا · داريا شاداتشنافا · 7–5، 6–1                      | يفجينيا بورودينا · نينا رودييوكوفا          | ألكسندرا بوزارينكو · كاثلين كانيف         | كلاريسا بلومكفيست · نينا رودييوكوفا · كوكو بوسمان · فاليريا أرتيميفا             |
| 4 نوفمبر  | هيراكليون، اليونان ترابية W15 قرعة المباريات الفردية والزوجية                                           | كلاوديا بوبليتي 6–2، 6–2                                          | إلينكا أمايريي                              | لورا سفاتيكوفا · بولينا ليكينا            | سافو ساكيلاريدي إيفانا شبستوفا مارا جا بيانكا إلينا باربوليسكو                   |
| 4 نوفمبر  | هيراكليون، اليونان ترابية W15 قرعة المباريات الفردية والزوجية                                           | إليني خريستوفي سافو ساكيلاريدي انسحاب                             | أسترود وانجا برون أولسن فرانزيسكا سيدات     | لورا سفاتيكوفا · بولينا ليكينا            | سافو ساكيلاريدي إيفانا شبستوفا مارا جا بيانكا إلينا باربوليسكو                   |
| 4 نوفمبر  | أسونسيون، باراغواي ترابية W15 قرعة المباريات الفردية والزوجية                                           | كانديلا فاسكيز 6–2، 6–3                                           | بيرتا بوناردي                               | أنطونيا فيرغارا ريفيرا آنا كانديوتو       | فرناندا لابرينا فيكتوريا بوثيو كاميلا روميرو جوليا كونيتشي كامارغو سيلفا         |
| 4 نوفمبر  | أسونسيون، باراغواي ترابية W15 قرعة المباريات الفردية والزوجية                                           | لوسيانا مويانو كاميلا روميرو 6–4، 6–7(5–7)، [11–9]                | بيرتا بوناردي أنطونيا فيرغارا ريفيرا        | أنطونيا فيرغارا ريفيرا آنا كانديوتو       | فرناندا لابرينا فيكتوريا بوثيو كاميلا روميرو جوليا كونيتشي كامارغو سيلفا         |
| 4 نوفمبر  | أنطاليا، تركيا ترابية W15 قرعة المباريات الفردية والزوجية                                               | أماريسا توث 6–4، 2–0 انسحاب.                                      | شتيفانيا بوجيكا                             | إيلاي يورك · فاليريا يوششينكو             | إيفا ماريا إيونيسكو أليز ليم لوكا أدفاردي لورا هيتارانتا                         |
| 4 نوفمبر  | أنطاليا، تركيا ترابية W15 قرعة المباريات الفردية والزوجية                                               | شتيفانيا بوجيكا أنستاسيا سفتا 7–6(7–3)، 6–3                       | أدريان ناغي ليندا شيفشيكوفا                 | إيلاي يورك · فاليريا يوششينكو             | إيفا ماريا إيونيسكو أليز ليم لوكا أدفاردي لورا هيتارانتا                         |
| 4 نوفمبر  | لينكولن، الولايات المتحدة صلبة (داخلية) W15 قرعة المباريات الفردية والزوجية                             | سافانا برودوس 6–3، 4–6، 7–5                                       | رايتشل جايلس                                | هان جيانغ شو ديلاني جايد بينيت            | إيمي زو · مرنة رفعت · كريستينا ليوتوفا · أنجيلا أوكوتوي                          |
| 4 نوفمبر  | لينكولن، الولايات المتحدة صلبة (داخلية) W15 قرعة المباريات الفردية والزوجية                             | سافانا برودوس كارولين كامبانا 4–6، 6–3، [10–2]                    | أنجيلا أوكوتوي مرنة رفعت                    | هان جيانغ شو ديلاني جايد بينيت            | إيمي زو · مرنة رفعت · كريستينا ليوتوفا · أنجيلا أوكوتوي                          |
| 4 نوفمبر  | المنستير، تونس صلبة W15 قرعة المباريات الفردية والزوجية                                                 | فيكتوريا ميلوفانوفا · 2–6، 2–6                                    | لويزا ماير أوف دير هايد                     | أناستازيا بيرتاكي جوليا آدامز             | ماريا سمنيستايا · ألانا تويايفا · لييل روتنشتاينر · إيفا إيفانوفا                |
| 4 نوفمبر  | المنستير، تونس صلبة W15 قرعة المباريات الفردية والزوجية                                                 | مادليف هاجيمان أندريه لوكوشيوتي 6–4، 0–6، [5–10]                  | إیلا نالا میلیتش آنا توراتي                 | أناستازيا بيرتاكي جوليا آدامز             | ماريا سمنيستايا · ألانا تويايفا · لييل روتنشتاينر · إيفا إيفانوفا                |
| 11 نوفمبر | بريزبان QTC الدولي للتنس بريزبان، أستراليا صلب W50 قرعة المباريات الفردية والزوجية                      | ديستاني أيافا 7–6(7–4)، 4–6، 6–3                                  | ليزيت كابريرا                               | لو جياجينغ بيترا هول                      | فيديهي تشودهاري كيوكا أوكامورا فونا كوزاكي تايلا برستون                          |
| 11 نوفمبر | بريزبان QTC الدولي للتنس بريزبان، أستراليا صلب W50 قرعة المباريات الفردية والزوجية                      | ديستاني أيافا ماديسون إنجليس 6–3، 6–4                             | يوكي نايتو أنكيتا راينا                     | لو جياجينغ بيترا هول                      | فيديهي تشودهاري كيوكا أوكامورا فونا كوزاكي تايلا برستون                          |
| 11 نوفمبر | تشيواوا، المكسيك صلب W50 قرعة المباريات الفردية والزوجية                                                | ماريا تكاتشيفا · 6–1، 6–3                                         | داريا كوداشوفا                              | ستايسي فانغ ماريا ماتيس                   | هانا تشانغ لورا سامسون ديسبينا باباميتشايل آنا صوفيا سانشيز                      |
| 11 نوفمبر | تشيواوا، المكسيك صلب W50 قرعة المباريات الفردية والزوجية                                                | هايلي جيافارا دالينا هيويت 6–1، 6–3                               | لورا سامسون آنا صوفيا سانشيز                | ستايسي فانغ ماريا ماتيس                   | هانا تشانغ لورا سامسون ديسبينا باباميتشايل آنا صوفيا سانشيز                      |
| 11 نوفمبر | فونشال، البرتغال صلب W50 قرعة المباريات الفردية والزوجية                                                | كريستينا دميتروك · 6–1، 3–2 انسحاب.                               | فرانسيسكا كورمي                             | جودي بوراج · بولينا يعسينكو               | داريا سنيغور أنيتا لابوتكوفا أنوك فرانكن بيترز ماتيلد جورج                       |
| 11 نوفمبر | فونشال، البرتغال صلب W50 قرعة المباريات الفردية والزوجية                                                | هولي هاتشينسون إيلا ماكدونالد 3–6، 6–2، [10–8]                    | ريا بهاتيا · بولينا يعسينكو                 | جودي بوراج · بولينا يعسينكو               | داريا سنيغور أنيتا لابوتكوفا أنوك فرانكن بيترز ماتيلد جورج                       |
| 11 نوفمبر | أوستن، الولايات المتحدة صلب W50 قرعة المباريات الفردية والزوجية                                         | ماليكا رابولو 6–4، 6–2                                            | كارينا ميلر                                 | هاروكا كاجي ويتني أوسويجوي                | Sophie Chang رينون أوكواكي كارول تشاو جايمي فورليس                               |
| 11 نوفمبر | أوستن، الولايات المتحدة صلب W50 قرعة المباريات الفردية والزوجية                                         | ضياء الجردي ثايسا جرانا بيدريتي 6–2، 4–6، [14–12]                 | ويتني أوسويجوي ألانا سميث                   | هاروكا كاجي ويتني أوسويجوي                | Sophie Chang رينون أوكواكي كارول تشاو جايمي فورليس                               |
| 11 نوفمبر | سولارينو، إيطاليا سجاد W35 قرعة المباريات الفردية والزوجية                                              | جوانا جارلاند 6–2، 6–3                                            | جيورجيا بيدوني                              | نويمي باسيلتي سميرة دي ستيفانو            | داريا يسيتشوك سيلفيا أمبروسيو دليلا ياكوبوفيتش ديليتا تشيروبيني                  |
| 11 نوفمبر | سولارينو، إيطاليا سجاد W35 قرعة المباريات الفردية والزوجية                                              | سيلفيا أمبروسيو صوفيا روكيتي 6–1، 6–3                             | جوليا أليسيا مونتيليوني أوليفيا شيمتشوش     | نويمي باسيلتي سميرة دي ستيفانو            | داريا يسيتشوك سيلفيا أمبروسيو دليلا ياكوبوفيتش ديليتا تشيروبيني                  |
| 11 نوفمبر | شرم الشيخ، مصر صلب W15 قرعة المباريات الفردية والزوجية                                                  | لي أون هاي 6–1، 6–4                                               | أرليندا روشيتي                              | كاثلين كانيف جانغ جا يول                  | أليسا كممل · كيم يو جين · إفجيني بورديانا · بولينا كوهارينكو                     |
| 11 نوفمبر | شرم الشيخ، مصر صلب W15 قرعة المباريات الفردية والزوجية                                                  | ياسمين عزت أرليندا روشيتي 7–6(8–6)، 6–3                           | ميرجانا يوڤانوڤيتش ديانا ياكوفليفا          | كاثلين كانيف جانغ جا يول                  | أليسا كممل · كيم يو جين · إفجيني بورديانا · بولينا كوهارينكو                     |
| 11 نوفمبر | هيراكليون، اليونان طين W15 قرعة المباريات الفردية والزوجية                                              | إيلينكا أماريي 3–6، 6–4، 6–4                                      | ديميترا باڤلو                               | سبفو ساكيلايدي · أناستاسيا سوخوتينا       | أوانا جورجيتا سيميون مارسلينا بودلنسكا غلوريا تشيسكي جزيل ماتوس سيكويرا فرنانديز |
| 11 نوفمبر | هيراكليون، اليونان طين W15 قرعة المباريات الفردية والزوجية                                              | ديميترا باڤلو سبفو ساكيلايدي 2–1 انسحاب                           | تيلويث دي جيرولامي باتريسيا باوكشتييت       | سبفو ساكيلايدي · أناستاسيا سوخوتينا       | أوانا جورجيتا سيميون مارسلينا بودلنسكا غلوريا تشيسكي جزيل ماتوس سيكويرا فرنانديز |
| 11 نوفمبر | نوليس، إسبانيا طين W15 قرعة المباريات الفردية والزوجية                                                  | لافينيا تانايسي 7–6(7–3)، 6–2                                     | روث روورا للافيريس                          | مينا هودزيتش سيون مينديز                  | نوليليا بوزو زانوتي كاترينا تسغوروڤا جويل ستوير أليساندرا ماتزولا                |
| 11 نوفمبر | نوليس، إسبانيا طين W15 قرعة المباريات الفردية والزوجية                                                  | إنولا كييسا سيون مينديز 6–2، 3–6، [10–4]                          | لورينا سولار دونوسو ميريتكسي تيكسيدو غارسيا | مينا هودزيتش سيون مينديز                  | نوليليا بوزو زانوتي كاترينا تسغوروڤا جويل ستوير أليساندرا ماتزولا                |
| 11 نوفمبر | أنطاليا، تركيا طين W15 قرعة المباريات الفردية والزوجية                                                  | إيلاي يوروك 7–6(7–4)، 6–3                                         | سارا دولز                                   | شانتال سوفانت · فاليريا يوششينكو          | ماريا سارا بوبا فيكتوريا لويزا باروس فانجا جودليج ليندا شيفتشيكوفا               |
| 11 نوفمبر | أنطاليا، تركيا طين W15 قرعة المباريات الفردية والزوجية                                                  | دينيز ديليك · رادا زولوتاريفا · 6–0، 6–2                          | بايلين براون جميلة سنيلز                    | شانتال سوفانت · فاليريا يوششينكو          | ماريا سارا بوبا فيكتوريا لويزا باروس فانجا جودليج ليندا شيفتشيكوفا               |
| 11 نوفمبر | كليمسون، الولايات المتحدة صلب W15 قرعة المباريات الفردية والزوجية                                       | إيما تشارني 7–6(7–5)، 7–6(7–3)                                    | سارا دافتتيلا                               | كريستينا باسكاوسكاس ماكينا جونز           | كريستينا ليوتوڤا · غابرييلا برودفوت · صوفيا كاميلا روجاس · غابيا باسكاوسكاس      |
| 11 نوفمبر | كليمسون، الولايات المتحدة صلب W15 قرعة المباريات الفردية والزوجية                                       | سارا دافتتيلا ماكينا جونز 6–0، 6–2                                | أوليفيا بيرجلر صوفيا بيولي                  | كريستينا باسكاوسكاس ماكينا جونز           | كريستينا ليوتوڤا · غابرييلا برودفوت · صوفيا كاميلا روجاس · غابيا باسكاوسكاس      |
| 11 نوفمبر | المنستير، تونس صلب W15 قرعة المباريات الفردية والزوجية                                                  | ساكورا هوسوجي 6–2، 6–0                                            | أريانا بولاتوفا                             | جوسي دامز جوليا آدامز                     | فريدريكا ساكو إيلا نالا ميليتش يليزافيتا شينيكوفا هو يانان                       |
| 11 نوفمبر | المنستير، تونس صلب W15 قرعة المباريات الفردية والزوجية                                                  | ميا ماك ماري فوجت 7–5، 6–4                                        | جوليا آدامز إستير أدشينا                    | جوسي دامز جوليا آدامز                     | فريدريكا ساكو إيلا نالا ميليتش يليزافيتا شينيكوفا هو يانان                       |
| 11 نوفمبر | نيوكوين، الأرجنتين طين W15 قرعة المباريات الفردية والزوجية                                              | لويزينا جيوفانيني 6–0، 6–1                                        | لوسيانا بيريز ألاركون                       | جولييتا إستابل فيرناندا لابرينا           | سول أيلين لاريا جودي بيرتا بوناردي ناتاليا سوزا سالازار ماريا فلورنسيا أوروتيا   |
| 11 نوفمبر | نيوكوين، الأرجنتين طين W15 قرعة المباريات الفردية والزوجية                                              | لويزينا جيوفانيني ماريان غوميز بيزويلا كانو 6–3، 6–4              | فيرناندا لابرينا لوسيانا بيريز ألاركون      | جولييتا إستابل فيرناندا لابرينا           | سول أيلين لاريا جودي بيرتا بوناردي ناتاليا سوزا سالازار ماريا فلورنسيا أوروتيا   |
| 18 نوفمبر | تاكاساكي المفتوحة تاكاساكي، اليابان صلبة دبليو100 فردي - زوجي                                           | أوي إيتو 5–7، 4–6                                                 | وي سيجيا                                    | بريسكا نوجروهو مانانشايا ساوانجكايو       | هاروكا كاجي ليانغ إن-شو أليكس إيالا سارا سايتو                                   |
| 18 نوفمبر | تاكاساكي المفتوحة تاكاساكي، اليابان صلبة دبليو100 فردي - زوجي                                           | موموكو كوبوري أيانو شيميزو 6–4، 4–6، [3–10]                       | ليانغ إن-شو تساو شيا-يي                     | بريسكا نوجروهو مانانشايا ساوانجكايو       | هاروكا كاجي ليانغ إن-شو أليكس إيالا سارا سايتو                                   |
| 18 نوفمبر | كالوندرا، أستراليا صلبة دبليو50 قرعة المباريات الفردية والزوجية                                         | بريسيلا هون 4–6، 5–7                                              | هيمينو ساكاتسومي                            | صوفيا كوستولاس أنكيتا راينا               | نينا فارجوفا فايدهى شودهارى ألكسندرا بوزوفيتش كيوكا أوكامورا                     |
| 18 نوفمبر | كالوندرا، أستراليا صلبة دبليو50 قرعة المباريات الفردية والزوجية                                         | يوديس تشونغ كودي وونغ 3–6، 2–6                                    | نايكثا بينز أنكيتا راينا                    | صوفيا كوستولاس أنكيتا راينا               | نينا فارجوفا فايدهى شودهارى ألكسندرا بوزوفيتش كيوكا أوكامورا                     |
| 18 نوفمبر | إمباير للنساء في الميدان الداخلي ترنافا، سلوفاكيا صلبة (داخلية) دبليو50 قرعة المباريات الفردية والزوجية | أنطونيا روزيتش 3–6، 2–6                                           | تيريزا فالينتوفا                            | أمري بانكس دومينيكا شالكوفا               | أوسيان دودان مايا جوينت أمريسا توث كايتلين كوفيدو                                |
| 18 نوفمبر | إمباير للنساء في الميدان الداخلي ترنافا، سلوفاكيا صلبة (داخلية) دبليو50 قرعة المباريات الفردية والزوجية | دومينيكا شالكوفا جولي سترابلوفا 6–4، 6–4                          | إيبك أوز تارا فورت                          | أمري بانكس دومينيكا شالكوفا               | أوسيان دودان مايا جوينت أمريسا توث كايتلين كوفيدو                                |
| 18 نوفمبر | بوكا راتون، الولايات المتحدة صلب W50 قرعة المباريات الفردية والزوجية                                    | ويتني أوسويجوي 7–6(10–8)، 6–3                                     | إيفا فيدر                                   | مايو كروسلي آنا روجرز                     | جوليا غروبر ليا كاراتانتشيفا أكاشة أوروبو ديسبينا باباميتشايل                    |
| 18 نوفمبر | بوكا راتون، الولايات المتحدة صلب W50 قرعة المباريات الفردية والزوجية                                    | أليشيا هيريرو لينانا آنا روجرز 6–2، 6–1                           | ماريا كونونوفا · ماريا كوزيريفا             | مايو كروسلي آنا روجرز                     | جوليا غروبر ليا كاراتانتشيفا أكاشة أوروبو ديسبينا باباميتشايل                    |
| 18 نوفمبر | سانتو دومينغو، جمهورية الدومينيكان صلب W35 قرعة المباريات الفردية والزوجية                              | كليرفي نغونووي 6–3، 4–6، 6–2                                      | تشالا بويوكاكاتشاي                          | داشا بليخانووا آنا صوفيا سانشيز           | ليوني كونغ فيكتوريا رودريغيز داريا فرايمان سارا داافتتيلا                        |
| 18 نوفمبر | سانتو دومينغو، جمهورية الدومينيكان صلب W35 قرعة المباريات الفردية والزوجية                              | ياسمين جمبريه ستيفاني فيشر 4–6، 7–5، [10–6]                       | تيفاني لاميتري زوزانا باوليكوفسكا           | داشا بليخانووا آنا صوفيا سانشيز           | ليوني كونغ فيكتوريا رودريغيز داريا فرايمان سارا داافتتيلا                        |
| 18 نوفمبر | لوسادا، البرتغال صلب (i) W35 قرعة المباريات الفردية والزوجية                                            | هان فاندي وينكل 6–4، 6–2                                          | سوزان بانديتشي                              | كاثارينا هوبرغارسكاي أندريا لازارو غارسيا | مارتينا كوبكا · باتريسيا ماريا تيغ · بولينا ياتشينكو · تيسا جوانا بروكمان        |
| 18 نوفمبر | لوسادا، البرتغال صلب (i) W35 قرعة المباريات الفردية والزوجية                                            | يوليا هاتوكيا · زيبيك كولامباييفا · 6–3، 1–6، [10–4]              | بولينا ياتشينكو · هان فاندي وينكل           | كاثارينا هوبرغارسكاي أندريا لازارو غارسيا | مارتينا كوبكا · باتريسيا ماريا تيغ · بولينا ياتشينكو · تيسا جوانا بروكمان        |
| 18 نوفمبر | قلعة هنارة، إسبانيا صلب W15 قرعة المباريات الفردية والزوجية                                             | سيليا سيرفينو رويز 2–6، 7–6(7–0)، 6–4                             | تيان جيالين                                 | ماريا كالياكينا · ألبا ري غارسيا          | ماي لوكليرك كلوديا فيرير بيريز كيت مانسفيلد أنستازيا ياماشكين                    |
| 18 نوفمبر | قلعة هنارة، إسبانيا صلب W15 قرعة المباريات الفردية والزوجية                                             | آنا هيرتل كاترينا يوكيك 7–6(7–3)، 6–4                             | سيليا سيرفينيو رويز كلوديا فيرير بيريز      | ماريا كالياكينا · ألبا ري غارسيا          | ماي لوكليرك كلوديا فيرير بيريز كيت مانسفيلد أنستازيا ياماشكين                    |
| 18 نوفمبر | شرم الشيخ، مصر صلب W15 قرعة المباريات الفردية والزوجية                                                  | جوي دي زيو 7–6(7–5)، 6–2                                          | كريستيانا سيدوروفا                          | كاترينا لازارينكو · كيرا باتايكينا        | أليسا كوميل · أغلايا فيدوروفا · أرليندا روشيتي · سارة فان إيمست                  |
| 18 نوفمبر | شرم الشيخ، مصر صلب W15 قرعة المباريات الفردية والزوجية                                                  | أغلايا فيدوروفا · أليسا كوميل · 6–4، 6–3                          | جوي دي زيو ساندوغاش كينجيباييفا             | كاترينا لازارينكو · كيرا باتايكينا        | أليسا كوميل · أغلايا فيدوروفا · أرليندا روشيتي · سارة فان إيمست                  |
| 18 نوفمبر | هيراكليون، اليونان طين W15 قرعة المباريات الفردية والزوجية                                              | ديميترا بافلو 6–4، 6–4                                            | سفو ساكيلاريدي                              | دراجينجا فوكوفيتش أونا جورجيتا سيميوني    | كلاوديا هوستي فيرير ميلا ماسيتش ماجدالينا سمكالوفا لورا سفاتيكوفا                |
| 18 نوفمبر | هيراكليون، اليونان طين W15 قرعة المباريات الفردية والزوجية                                              | لورا سفاتيكوفا دراجينجا فوكوفيتش 6–4، 6–4                         | مارغريتا إغناتييفا إلينا كوروكوزيدي         | دراجينجا فوكوفيتش أونا جورجيتا سيميوني    | كلاوديا هوستي فيرير ميلا ماسيتش ماجدالينا سمكالوفا لورا سفاتيكوفا                |
| 18 نوفمبر | أنطاليا، تركيا طين W15 قرعة المباريات الفردية والزوجية                                                  | شانتال سوفانت 3–6، 6–2، 6–1                                       | سارا دولز                                   | روان زي يينغ بيا لوفتريك                  | إيلي شوب بريانا سابو نيكول ريفكين ليلي تاجير                                     |
| 18 نوفمبر | أنطاليا، تركيا طين W15 قرعة المباريات الفردية والزوجية                                                  | لورا بونر آنا لين بلس 6–3، 6–3                                    | نيكول ريفكين كارولينا فلكوفا                | روان زي يينغ بيا لوفتريك                  | إيلي شوب بريانا سابو نيكول ريفكين ليلي تاجير                                     |
| 18 نوفمبر | المنستير، تونس صلب W15 قرعة المباريات الفردية والزوجية                                                  | ماتيلد لوليا 6–2، 6–2                                             | ساكورا هوسوجي                               | أندريا بريساكارو فيديريكا ساكو            | ماري فوجت · مارا جوت · هيفزيباه أولواداري · أرينا بولاتوفا                       |
| 18 نوفمبر | المنستير، تونس صلب W15 قرعة المباريات الفردية والزوجية                                                  | جوسي دايمز مافي أوسترايشر 2–6، 6–3، [10–6]                        | لايا بتريتيك أليس سوليه                     | أندريا بريساكارو فيديريكا ساكو            | ماري فوجت · مارا جوت · هيفزيباه أولواداري · أرينا بولاتوفا                       |
| 18 نوفمبر | قرطبة، الأرجنتين طين W15 قرعة المباريات الفردية والزوجية                                                | لويسينا جيوفانيني 6–7(2–7)، 6–2، 6–3                              | جوستينا ماريا غونزاليس دانييل               | بيرتا بوناردي كاميلا روميرو               | ناتاليا سوزا سالازار مارين لو بوزيك كارلا ماركوس سول رابن                        |
| 18 نوفمبر | قرطبة، الأرجنتين طين W15 قرعة المباريات الفردية والزوجية                                                | لويسينا جيوفانيني ماريان غوميز بوزويلا كانو 6–3، 6–7(7–9)، [10–8] | لورديس أيالا ماريا فلورينسيا أورروتيا       | بيرتا بوناردي كاميلا روميرو               | ناتاليا سوزا سالازار مارين لو بوزيك كارلا ماركوس سول رابن                        |
| 25 نوفمبر | جولد كوست تنس انترناشونال كارا، أستراليا صلب W75 فردي - زوجي                                            | داريا غافريلوفا 7–5، 7–6(7–3)                                     | ليزيت كابريرا                               | بريسيلا هون إيمرسون جونز                  | تشانغ يينغ يوديس تشونغ ماديسون إنجليس تاليا غيبسون                               |
| 25 نوفمبر | جولد كوست تنس انترناشونال كارا، أستراليا صلب W75 فردي - زوجي                                            | هيكارو ساتو إري شيميزو 6–7(0–7)، 6–3، [10–6]                      | إيرينا هاياشي كاناكو موريساكي               | بريسيلا هون إيمرسون جونز                  | تشانغ يينغ يوديس تشونغ ماديسون إنجليس تاليا غيبسون                               |
| 25 نوفمبر | إمباير وومينز ايندور ترنافا، سلوفاكيا صلب (i) W75 فردي - زوجي                                           | تاتيانا ماريا 6–4، 6–1                                            | جودي بوراج                                  | أليسيا باركس دومينيكا سالكوفا             | فالنتينا ريسر بيرفو جنكيز إيبك أوز ميا بوهانكوفا                                 |
| 25 نوفمبر | إمباير وومينز ايندور ترنافا، سلوفاكيا صلب (i) W75 فردي - زوجي                                           | مادلين بروكس إيزابيل هافيرلاغ 7–6(7–5)، 6–1                       | أنستازيا ديتيك أنيتا كوكموفا                | أليسيا باركس دومينيكا سالكوفا             | فالنتينا ريسر بيرفو جنكيز إيبك أوز ميا بوهانكوفا                                 |
| 25 نوفمبر | Sëlva Gardena، إيطاليا صلب (i) W50 قرعة المباريات الفردية والزوجية                                      | تايرا كاترينا جرانت 3–6، 6–1، 7–5                                 | ستايسي فنج                                  | فيكتوريا كوزموفا لينا غلشك                | لينا جورشيسكا جوستينا ميكولسكيت تينا لوكاس ليا بوشكوفيتش                         |
| 25 نوفمبر | Sëlva Gardena، إيطاليا صلب (i) W50 قرعة المباريات الفردية والزوجية                                      | مارتينا كوبكا ليزا زار 6–3، 6–0                                   | كارولينا كول ميا ريستيك                     | فيكتوريا كوزموفا لينا غلشك                | لينا جورشيسكا جوستينا ميكولسكيت تينا لوكاس ليا بوشكوفيتش                         |
| 25 نوفمبر | كيو تشالنجر يوكوهاما، اليابان صلب W50 قرعة المباريات الفردية والزوجية                                   | أليونا فالي · 3–6، 6–1، 6–4                                       | هينا إينوي                                  | هاروكا كاجي ليانغ إن شاو                  | آوي إيتو ناتسومي كاواجوتشي ساياكا إيشي كارول تشاو                                |
| 25 نوفمبر | كيو تشالنجر يوكوهاما، اليابان صلب W50 قرعة المباريات الفردية والزوجية                                   | موموكو كوبوري أيانو شيميزو 6–4، 7–6(7–2)                          | تشو إي شوان تشو يي تساين                    | هاروكا كاجي ليانغ إن شاو                  | آوي إيتو ناتسومي كاواجوتشي ساياكا إيشي كارول تشاو                                |
| 25 نوفمبر | سانتو دومينغو، جمهورية الدومينيكان Hard W35 قرعة المباريات الفردية والزوجية                             | أوليفيا لينسير 7–6(11–9)، 3–6، 6–3                                | كارلوتا مارتينيز سيريز                      | Victoria Rodríguez تشالا بويوكاكاتشاي     | آنا صوفيا سانشيز تيفاني لومتر ديسبينا باباميتشايل هايلي جيافارا                  |
| 25 نوفمبر | سانتو دومينغو، جمهورية الدومينيكان Hard W35 قرعة المباريات الفردية والزوجية                             | هايلي جيافارا هيروكو كواتا 5–7، 6–4، [10–6]                       | كولي ألين يوليانا مونروي                    | Victoria Rodríguez تشالا بويوكاكاتشاي     | آنا صوفيا سانشيز تيفاني لومتر ديسبينا باباميتشايل هايلي جيافارا                  |
| 25 نوفمبر | لوسادا، البرتغال Hard (i) W35 قرعة المباريات الفردية والزوجية                                           | مارجو روفروي 7–5، 6–3                                             | ماتيلدي خورخي                               | هاني فانديونكيل · ألينا تشاريفا           | إيفا غيريرو ألفاريز · تينا نادين سميث · بولينا ياتسينكو · جيلين فاندروماي        |
| 25 نوفمبر | لوسادا، البرتغال Hard (i) W35 قرعة المباريات الفردية والزوجية                                           | كاثارينا هوبغارسكي أنطونيا شميت 6–4، 6–2                          | بايلن براون جميله سنيلس                     | هاني فانديونكيل · ألينا تشاريفا           | إيفا غيريرو ألفاريز · تينا نادين سميث · بولينا ياتسينكو · جيلين فاندروماي        |
| 25 نوفمبر | ريبيراو بريتو، البرازيل Clay W15 قرعة المباريات الفردية والزوجية                                        | لويزا فولانا 6–4، 7–5                                             | كيلا ماكفي                                  | ماري مترو فرناندا لابرانا                 | نوهاني فيتوريا ليمي دا سيلفا آنا كانديتو رومينا كونو كاميلا روميرو               |
| 25 نوفمبر | ريبيراو بريتو، البرازيل Clay W15 قرعة المباريات الفردية والزوجية                                        | رومينا كونو فرناندا لابرانا 6–1، 2–6، [10–7]                      | كاميلا بوسي آنا كانديتو                     | ماري مترو فرناندا لابرانا                 | نوهاني فيتوريا ليمي دا سيلفا آنا كانديتو رومينا كونو كاميلا روميرو               |
| 25 نوفمبر | شرم الشيخ، مصر Hard W15 قرعة المباريات الفردية والزوجية                                                 | جوانا جارلاند 6–1، 6–1                                            | كاميلا بارتوني                              | أناستاسيا جاسانوفا · لوس إبلينغ كونينغ    | إيفانا شيبيستوفا صوفيا شاباتافا أرليندا روشيتيا ساندرا سمير                      |
| 25 نوفمبر | شرم الشيخ، مصر Hard W15 قرعة المباريات الفردية والزوجية                                                 | لوس إبلينغ كونينغ سارة فان إمست 7–6(7–4)، 4–6، [11–9]             | جوي دي زيو بريت دو بري                      | أناستاسيا جاسانوفا · لوس إبلينغ كونينغ    | إيفانا شيبيستوفا صوفيا شاباتافا أرليندا روشيتيا ساندرا سمير                      |
| 25 نوفمبر | أنطاليا، تركيا Clay W15 قرعة المباريات الفردية والزوجية                                                 | جانيس تيجن 6–1، 6–2                                               | ناديا لاغايف                                | بريانا سزابو دينيسلافا غلشكوفا            | شتيفانيا بويجاكا غايا سكوارتشالوبي تيلويث دي جيولامي كارولينا فلتشوفا            |
| 25 نوفمبر | أنطاليا، تركيا Clay W15 قرعة المباريات الفردية والزوجية                                                 | مادلين جيساب جانيس تيجن 7–5، 4–6، [11–9]                          | شتيفانيا بويجاكا بريانا سزابو               | بريانا سزابو دينيسلافا غلشكوفا            | شتيفانيا بويجاكا غايا سكوارتشالوبي تيلويث دي جيولامي كارولينا فلتشوفا            |
| 25 نوفمبر | المنستير، تونس صلبة W15 قرعة المباريات الفردية والزوجية                                                 | ساكورا هوسوغي 6–0، 6–2                                            | إليسا ريغير                                 | أرينا بولاتوفا · زيل ديساي                | أندريا بريساكارو ماتيلد لوليا ماري فوغت نينا رادوفانوفيتش                        |
| 25 نوفمبر | المنستير، تونس صلبة W15 قرعة المباريات الفردية والزوجية                                                 | جوليا آدمز فيكي فان دي بير 6–4، 6–2                               | سيباستيانا سكيليبوتي إليسا فانلانغندونك     | أرينا بولاتوفا · زيل ديساي                | أندريا بريساكارو ماتيلد لوليا ماري فوغت نينا رادوفانوفيتش                        |

### ديسمبر
| الأسبوع   | البطولة                                                                                                  | الفائزات                                                      | الوصيفات                                | المتأهلات لنصف النهائي                | المتأهلات لربع النهائي                                                                  |
| --------- | --- | ------------------------------------------------------------- | --------------------------------------- | ------------------------------------- | --------------------------------------------------------------------------------------- |
| 2 ديسمبر  | Al Habtoor Tennis Challenge دبي، الإمارات العربية المتحدة Hard W100 Singles – Doubles                    | جودي بوراج 6–3، 6–3                                           | بولينا كوديرميتوفا                      | أليكس إيالا صوفيا كوستولاس            | مي ياماغوتشي · كيوكا أوكامورا · تاتيانا بروزوروفا · أماندين هيس                         |
| 2 ديسمبر  | Al Habtoor Tennis Challenge دبي، الإمارات العربية المتحدة Hard W100 Singles – Doubles                    | أناستاسيا ديتيوك · أناستاسيا تيخونوفا · 6–3، 6–7(7–9)، [10–8] | إيزابيل هافيرلاغ · إلينا بريدانكينا     | أليكس إيالا صوفيا كوستولاس            | مي ياماغوتشي · كيوكا أوكامورا · تاتيانا بروزوروفا · أماندين هيس                         |
| 2 ديسمبر  | تامبا، الولايات المتحدة Clay W50 قرعة المباريات الفردية والزوجية                                         | كاتي ماكنالي 6–4، 7–5                                         | إلفينا كالييفا                          | ويتني أوسويجوي ماكينا جونز            | هانا كلوغمان كايلا كروس إرينا براء كايلي كولينز                                         |
| 2 ديسمبر  | تامبا، الولايات المتحدة Clay W50 قرعة المباريات الفردية والزوجية                                         | ماكينا جونز ألانا سميث 7–5، 6–1                               | ليكسينغتون ريد ميا ياماكيتا             | ويتني أوسويجوي ماكينا جونز            | هانا كلوغمان كايلا كروس إرينا براء كايلي كولينز                                         |
| 2 ديسمبر  | شرم الشيخ، مصر Hard W35 قرعة المباريات الفردية والزوجية                                                  | جوانا غارلاند 6–4، 6–2                                        | هاني فاندي وينكل                        | أناستاسيا جاسانوفا · إيزابيلا شنيكوفا | بولينا يايتسينكو · سافو ساكيلاريدي · روسيتسا دينشيفا · ساندرا سمير                      |
| 2 ديسمبر  | شرم الشيخ، مصر Hard W35 قرعة المباريات الفردية والزوجية                                                  | بولينا يايتسينكو · كاتارينا كوزموفا · 6–4، 6–4                | كاميلا بارتوني أندريا بريسكاريو         | أناستاسيا جاسانوفا · إيزابيلا شنيكوفا | بولينا يايتسينكو · سافو ساكيلاريدي · روسيتسا دينشيفا · ساندرا سمير                      |
| 2 ديسمبر  | Internazionali Tennis Val Gardena Südtirol أورتيزي، إيطاليا Hard (i) W35 قرعة المباريات الفردية والزوجية | فيرونيكا فالكوسكا 6–4، 7–5                                    | سيلفيا أمبروسيو                         | جوستينا ميكولسكيت تينا نادين سميث     | إيفا بريموراك ميا ريستيتش لورا ماير فيديريكا أورجيسي                                    |
| 2 ديسمبر  | Internazionali Tennis Val Gardena Südtirol أورتيزي، إيطاليا Hard (i) W35 قرعة المباريات الفردية والزوجية | فيرونيكا فالكوسكا ليزا زار 6–4، 1–6، [12–10]                  | إيكاترينا أوفشارنكو · إميلي ويبلي سميث  | جوستينا ميكولسكيت تينا نادين سميث     | إيفا بريموراك ميا ريستيتش لورا ماير فيديريكا أورجيسي                                    |
| 2 ديسمبر  | جوينفيل، البرازيل Clay (i) W15 قرعة المباريات الفردية والزوجية                                           | كايلاه مكفي 6–3، 6–4                                          | فيكتوريا بوثيو                          | ماري متراو فيرنندا لابرينا            | لوسيانا مويانو كاميلا روميرو ماريا إدواردا لاجيس صوفيا كوين بيروفاني                    |
| 2 ديسمبر  | جوينفيل، البرازيل Clay (i) W15 قرعة المباريات الفردية والزوجية                                           | سباستياني ليون ماري متراو 7–6(7–3)، 7–6(8–6)                  | لوسيانا مويانو كاميلا روميرو            | ماري متراو فيرنندا لابرينا            | لوسيانا مويانو كاميلا روميرو ماريا إدواردا لاجيس صوفيا كوين بيروفاني                    |
| 2 ديسمبر  | ستيلينبوش، جنوب أفريقيا صلب W15 قرعة المباريات الفردية والزوجية                                          | جيونغ بو-يونغ 6–2، 7–6(7–5)                                   | جانهي فان زيل                           | ياسمين فاغنر ستيفاني فيشر             | ماتيلد نجيجول كار كات كوبيز إيلينا جمشيدي تانيشا كاشياب                                 |
| 2 ديسمبر  | ستيلينبوش، جنوب أفريقيا صلب W15 قرعة المباريات الفردية والزوجية                                          | سارة بوركوب ديون فايساود 4–6، 6–1، [10–6]                     | لويزا هيردا ياسمين فاغنر                | ياسمين فاغنر ستيفاني فيشر             | ماتيلد نجيجول كار كات كوبيز إيلينا جمشيدي تانيشا كاشياب                                 |
| 2 ديسمبر  | مليلية، إسبانيا طين W15 قرعة المباريات الفردية والزوجية                                                  | كريستينا دياز أدروفر 6–3، 6–3                                 | كاترينا تسيغوروفا                       | فرانزيسكا زيدات سيلفي تسوند           | باولا بينيرا سيلوريو جويل ستوير سيلين سيمونيو آنا جيرالدي ريكوينا                       |
| 2 ديسمبر  | مليلية، إسبانيا طين W15 قرعة المباريات الفردية والزوجية                                                  | سيلين سيمونيو جويل ستوير 6–4، 6–1                             | لورينا سولار دونوسو نوس تورنر سينسانو   | فرانزيسكا زيدات سيلفي تسوند           | باولا بينيرا سيلوريو جويل ستوير سيلين سيمونيو آنا جيرالدي ريكوينا                       |
| 2 ديسمبر  | أنطاليا، تركيا طين W15 قرعة المباريات الفردية والزوجية                                                   | إيلاي يورك 1–6، 6–0، 6–4                                      | أليساندرا مازولا                        | إيوانا زفونارو تيلووت دي جيرولامي     | جيسيكا برتولدو ياسمين قباج بيانكا باربوليسكو دينيـسلافا غلوشكوفا                        |
| 2 ديسمبر  | أنطاليا، تركيا طين W15 قرعة المباريات الفردية والزوجية                                                   | لافينيا لوتشيانو إيزابيلا ماريا سيربان 6–2، 6–3               | سون ينغتشون شو جيايو                    | إيوانا زفونارو تيلووت دي جيرولامي     | جيسيكا برتولدو ياسمين قباج بيانكا باربوليسكو دينيـسلافا غلوشكوفا                        |
| 9 ديسمبر  | شرم الشيخ، مصر صلب W35 قرعة المباريات الفردية والزوجية القرعة                                            | أناستاسيا جاسانوفا · 6–3، 7–6(7–1)                            | جوانا جارلاند                           | مارتينا كوبكا روسيتسا دينشيفا         | تشالا بويوكاكاتشاي أرليندا روشتي لي زونغيو كاميلا بارتوني                               |
| 9 ديسمبر  | شرم الشيخ، مصر صلب W35 قرعة المباريات الفردية والزوجية القرعة                                            | مارتينا كوبكا كاتارينا كوزموفا 6–2، 7–6(7–2)                  | فارفارا بانشينا · داريا زيلينسكايا      | مارتينا كوبكا روسيتسا دينشيفا         | تشالا بويوكاكاتشاي أرليندا روشتي لي زونغيو كاميلا بارتوني                               |
| 9 ديسمبر  | سولابور، الهند صلب W35 قرعة المباريات الفردية والزوجية القرعة                                            | شريفالي بهامديباتي 7–5، 6–3                                   | بونياوي ثامشايوات                       | جيبيك كولامبايفا سهاجيا يامالابالي    | إيفا جاركوشتشا · ديانا مارسنكفيتشا · تيانثوا سارة راكوتومانجا راجاونا · إيكاترينا ياشنا |
| 9 ديسمبر  | سولابور، الهند صلب W35 قرعة المباريات الفردية والزوجية القرعة                                            | ثاسابورن ناكلو بونياوي ثامشايوات 6–4، 6–2                     | أكانكشا ديليب نيتور سها صادق            | جيبيك كولامبايفا سهاجيا يامالابالي    | إيفا جاركوشتشا · ديانا مارسنكفيتشا · تيانثوا سارة راكوتومانجا راجاونا · إيكاترينا ياشنا |
| 9 ديسمبر  | موجي داس كروزيز، البرازيل طين W15 قرعة المباريات الفردية والزوجية القرعة                                 | أنا كانديوتو 6–0، 6–3                                         | كاميلا روميرو                           | فيرناندا لابرادا ماري ميتركس          | صوفيا كوهين بيروفاني جوليا كونيشي كامارغو سيلفا رومينا كونو لويزا فولانا                |
| 9 ديسمبر  | موجي داس كروزيز، البرازيل طين W15 قرعة المباريات الفردية والزوجية القرعة                                 | فيرناندا لابرادا أنتونيا فيرجارا ريفيرا 7–5، 6–2              | لويزا فولانا جوليا كونيشي كامارغو سيلفا | فيرناندا لابرادا ماري ميتركس          | صوفيا كوهين بيروفاني جوليا كونيشي كامارغو سيلفا رومينا كونو لويزا فولانا                |
| 9 ديسمبر  | ويلينغتون، نيوزيلندا صلب W15 قرعة المباريات الفردية والزوجية القرعة                                      | جانيس تين 6–4، 6–4                                            | شيهو أكيتا                              | مايلس بوغرات يوي شيكارايشي            | مونيك باري جاد أوتواي ناناري كاتسومي هايو كينوشيتا                                      |
| 9 ديسمبر  | ويلينغتون، نيوزيلندا صلب W15 قرعة المباريات الفردية والزوجية القرعة                                      | مونيك باري ميريل هودت 6–3، 6–3                                | شيهو أكيتا ناناري كاتسومي               | مايلس بوغرات يوي شيكارايشي            | مونيك باري جاد أوتواي ناناري كاتسومي هايو كينوشيتا                                      |
| 9 ديسمبر  | ستيلينبوش، جنوب أفريقيا صلب W15 قرعة المباريات الفردية والزوجية                                          | ستيفاني فيشر 6–1، 1–0 انسحاب                                  | إلينا جامشيدي                           | ليا تولي لويزا ماير آوف در هايد       | ميرينا تونا أستريد سيروت لوسي باولاك زوي كروغر                                          |
| 9 ديسمبر  | ستيلينبوش، جنوب أفريقيا صلب W15 قرعة المباريات الفردية والزوجية                                          | لويزا ماير آوف در هايد فيفيان ساندبرغ 6–4، 6–3                | أستريد سيروت لوسي باولاك                | ليا تولي لويزا ماير آوف در هايد       | ميرينا تونا أستريد سيروت لوسي باولاك زوي كروغر                                          |
| 9 ديسمبر  | أنطاليا، تركيا طين W15 قرعة المباريات الفردية والزوجية                                                   | دينيسلافا غلشكوفا 6–4، 6–0                                    | ناتاليا سينيك                           | جيسيكا بيرتولدو شانتال سوفانت         | صوفيا شاباتافا · كريستينا بوختوفيك · آية العوني · أليسا أوكتيابريفا                     |
| 9 ديسمبر  | أنطاليا، تركيا طين W15 قرعة المباريات الفردية والزوجية                                                   | لورا بوهنر روث رورا لافيراس انسحاب                            | شانتال سوفانت ليندا شيفتشيكوفا          | جيسيكا بيرتولدو شانتال سوفانت         | صوفيا شاباتافا · كريستينا بوختوفيك · آية العوني · أليسا أوكتيابريفا                     |
| 16 ديسمبر | نافي مومباي، الهند صلبة W50 قرعة المباريات الفردية والزوجية                                              | بريزكا نوغروهو 2–6، 6–7(3–7)                                  | تاسابورن ناكلو                          | تيان فانغران · إيكاترينا راينغولد     | زوزانا باوليكوفسكا بانين كوفابيتوكتد جيبك كولامباييفا سهاجا يامالابالي                  |
| 16 ديسمبر | نافي مومباي، الهند صلبة W50 قرعة المباريات الفردية والزوجية                                              | كاناكو موريساكي ناهو ساتو 6–4، 3–6، [7–10]                    | ريا بهاتيا زيل ديساي                    | تيان فانغران · إيكاترينا راينغولد     | زوزانا باوليكوفسكا بانين كوفابيتوكتد جيبك كولامباييفا سهاجا يامالابالي                  |
| 16 ديسمبر | تاورانجا، نيوزيلندا صلبة W35 قرعة المباريات الفردية والزوجية                                             | جانيس تيجن 2–6، 1–6                                           | هيرومي آبي                              | جايمي فورلس كايلاه مكفي               | شيهو أكيتا أو أون–جي جوليا جرايبر فيفيان يانغ                                           |
| 16 ديسمبر | تاورانجا، نيوزيلندا صلبة W35 قرعة المباريات الفردية والزوجية                                             | هيرومي آبي شيهو أكيتا 2–6، 2–6                                | جوليا جرايبر إليز تس                    | جايمي فورلس كايلاه مكفي               | شيهو أكيتا أو أون–جي جوليا جرايبر فيفيان يانغ                                           |
| 16 ديسمبر | أنطاليا، تركيا ترابية W15 قرعة المباريات الفردية والزوجية                                                | أليسا أوكتيابريفا · 2–6، 0–1 انسحاب                           | ناتاليا سينيك                           | شتيفانيا بوجيكا صوفيا شاباتافا        | سارة ميلاني فايمنوفا · مينا هودزيك · آية العوني · ديانا ديميدوفا                        |
| 16 ديسمبر | أنطاليا، تركيا ترابية W15 قرعة المباريات الفردية والزوجية                                                | شتيفانيا بوجيكا أنستاسيا سافتا 4–6، 6–7(4–7)                  | سون يفان جاو شيشين                      | شتيفانيا بوجيكا صوفيا شاباتافا        | سارة ميلاني فايمنوفا · مينا هودزيك · آية العوني · ديانا ديميدوفا                        |
| 23 ديسمبر | أحمد آباد، الهند طين 15 قرعة المباريات الفردية والزوجية                                                  | فيشنفي أدكار 6–2، 6–1                                         | إيلينا جامشيدي                          | إيكاترينا ياشنا · زيل ديساي           | أكانكشا ديليب نيتور هونكا كوباياشي مايا راجشواران ريفاثي جيزيل ماتوس سيكيرا فيرنانديز   |
| 23 ديسمبر | أحمد آباد، الهند طين 15 قرعة المباريات الفردية والزوجية                                                  | فيشنفي أدكار بوجا إنجالي 6–3، 2–6، [10–12]                    | هونكا كوباياشي أنري ناجاتا              | إيكاترينا ياشنا · زيل ديساي           | أكانكشا ديليب نيتور هونكا كوباياشي مايا راجشواران ريفاثي جيزيل ماتوس سيكيرا فيرنانديز   |
| 23 ديسمبر | أنطاليا، تركيا طين 15 قرعة المباريات الفردية والزوجية                                                    | مينا هودزيتش 6–2، 4–2 انسحاب.                                 | سافو ساكيلاريدي                         | فيونا جانز صوفيا شاباتافا             | ديانا ديميدوفا · آية العوني · إيلاي يوريك · آنا كارتسيفا                                |
| 23 ديسمبر | أنطاليا، تركيا طين 15 قرعة المباريات الفردية والزوجية                                                    | تم إلغاء منافسة الزوجي بسبب استمرار سوء الأحوال الجوية        |                                         | فيونا جانز صوفيا شاباتافا             | ديانا ديميدوفا · آية العوني · إيلاي يوريك · آنا كارتسيفا                                |

## الروابط الخارجية
- "10،600 لاعبة، 1135 حدثًا: جولة الاتحاد الدولي لكرة المضرب العالمية للسيدات لعام 2023 بالأرقام". الاتحاد الدولي لكرة المضرب. اطلع عليه بتاريخ 2024-01-02.
- "أجندة جولة الاتحاد الدولي لكرة المضرب العالمية للسيدات". الاتحاد الدولي لكرة المضرب. اطلع عليه بتاريخ 2024-01-02.
- الاتحاد الدولي لكرة المضرب